# デカ盛りハンター
『デカ盛りハンター』（デカもりハンター）は、テレビ東京系列ほかでレギュラー放送されている、デカ盛りと早食い・大食いをテーマとしたバラエティ番組。2020年4月3日から2023年10月1日までレギュラー放送された後、2回の単発特番を挟んで2024年4月5日から再びレギュラー放送されている。
本項では、前身特番の『完食者ゼロの店! デカ盛り道場破り』（かんしょくしゃゼロのみせ デカもりどうじょうやぶり）についても扱う。

## 概要
同じテレビ東京系の『元祖!大食い王決定戦→大食い王（女王）決定戦』で活躍するフードファイター（デカ盛りハンター）たちが、日本全国各地に存在する「デカ盛り」を扱う店に出向いて完食者がゼロのチャレンジメニューに挑戦したり、レストランなどで制限時間内にどれだけ多くの量を食べることができるかにチャレンジする企画がメインの番組。
元々は2019年5月1日放送の『大食い女王決定戦2019』における1コーナーだったが、好評につき単独の特番化され、2020年1月31日以降は『先生、、、どこにいるんですか?』の打ち切りに伴うつなぎ番組として事実上レギュラー化した。
2020年4月3日より『デカ盛りハンター』へ改題の上で正式にレギュラー番組となった。テレビ東京系の大食いバラエティ番組がレギュラー放送されるのは、2013年10月4日から2015年6月12日までの『腹ペコ!なでしこグルメ旅→ブラマリのいただきっ!』（本番組と同じ金曜19時台で放送）以来約4年10ヶ月ぶりである。
通常は番組タイトルに『デカ盛りハンター』を使用しているが、放送時間が拡大された回には『デカ盛りハンタースペシャル』が使用される場合が多い。ただし、第18回（2020年8月21日放送）・第29回（2020年12月18日放送）のように使用されない回もある。また、第55回（2022年4月8日放送）から第57回（2022年4月22日放送）までと第66回（2022年7月1日放送）は『デカ盛りハンター！』、第60回（2022年5月13日放送）では『デカ盛り！』が使用された。いずれもラテ欄と公式バックナンバーのみの表示で、本編使用のタイトルロゴは『デカ盛りハンター』のままである。
事実上のレギュラー化以降は、単なるチャレンジ企画以外にも複数のコーナーがスタートしているが、新型コロナウイルス感染症の流行の影響で、改正・新型インフルエンザ等対策特別措置法32条による緊急事態宣言が発令されていた4月から5月にかけて飲食店でのロケが困難になっていたため、自宅でできるアレンジメニューの食べ尽くし等の企画が増えている。
番組では、毎回ハンター達が食べた料理の重量と同じ量の米を児童福祉施設等に寄付することをうたっている。
2020年10月9日より『ポケットモンスター』が金曜18:55 - 19:25に移動するため、放送時間を30分縮小して19:25 - 19:56となる。さらに、2021年4月9日より『新幹線変形ロボ シンカリオンZ』が金曜19:25 - 19:55に放送開始されることに伴い、同年3月12日でレギュラー放送を一時終了し、3月16日と4月2日に2度特番を放送し、4月20日から3月25日までは『火曜エンタ』の一企画（不定期放送）として継続していた。2022年4月8日から不定期放送移行前と同じ金曜19:25 - 19:55でレギュラー放送を再開、また関東地区では直後の19:55 - 20:00に『デカ盛りちょい足し!』を別途放送となる。
2021年8月10日にはスピンオフ企画『真夜の夜のデカ盛りハンター 真夏の夜のキャンプデカ飯』がParaviで配信開始された。
2021年10月15日と2022年1月7日は、レギュラー放送休止前の放送枠である金曜18:55 - 19:55に臨時編成で放送。同年2月11日にも金曜19:25 - 19:55に臨時編成で放送された。
2023年3月1日の4月期編成説明会で、日曜18:30 - 18:55枠への移動が発表された。ただし、『デカ盛りちょい足し!』枠は2023年4月14日以降も本編の日曜日への移行周知を兼ねて『デカい!安い!うまい!三ツ星デカ盛りハンター店』（19:55 - 20:00）として金曜日のまま2023年6月23日まで放送された。TVerでの見逃し配信では継続して本編に付加して配信された。
後枠の日曜18:55 - 21:00で放送していた『日曜ビッグバラエティ』が2023年10月から日曜18:30 - 20:30の放送となるのに伴い、2023年10月1日をもって当番組のレギュラー放送が終了した。
2023年11月16日に「テレ東60祭」の企画として特番の公開収録を行い、その内容を2023年11月26日に『デカ盛りハンターSP【VS8.5kg超巨大焼肉定食&回転寿司タッグマッチ】』として放送した。その後は不定期の特番として、レギュラー放送時と変わりない内容（児童福祉施設へのお米の寄付はなくなった）で放送を継続した。
2024年3月11日に発表された2024年4月期の改編において、3月でレギュラー放送が終了した「ヤギと大悟」の枠（金曜日19時台）でレギュラー放送を再開することが明らかとなり、同年4月5日に第2期の初回が放送された。
2025年3月14日に発表された2025年4月期の改編において、コンテンツ開発枠として新たに設定される『金曜エンタ』枠（金曜19時25分開始）の一企画として放送されることが発表された。ただし2025年4月以降、『金曜エンタ』枠名での放送はされていない。
『デカ盛りドリームマッチ』
2021年から2024年まで、競輪のナイターで行われるGI競走決勝日（2021年から2023年までの朝日新聞社杯競輪祭、2023年・2024年のオールスター競輪）の開催日は本番組を20:00まで放送し、その直後より『デカ盛りドリームマッチ』と題した本番組レギュラー陣と競輪選手の大食い対決と、GI競走の決勝戦の生中継を放送していた（JKAの単独提供）。本番組はBSテレ東でも同時放送された。2023年11月の競輪祭は『デカ盛りハンター』のレギュラー放送休止中であったが、特番が同様の2本立てで放送された。
2024年11月24日開催の「第66回朝日新聞社杯競輪祭」以降は、当番組ではなく『世界中から厳選!奇跡の瞬間アワード』の本編中に内包する形で放送されている。

## 放送リスト

### 前身特番
※金曜日（18:55 - 19:56）
| 『完食者ゼロの店!デカ盛り道場破り』 | 『完食者ゼロの店!デカ盛り道場破り』 | 『完食者ゼロの店!デカ盛り道場破り』     | 『完食者ゼロの店!デカ盛り道場破り』              | 『完食者ゼロの店!デカ盛り道場破り』       | 『完食者ゼロの店!デカ盛り道場破り』 | 『完食者ゼロの店!デカ盛り道場破り』 |        |
| 回                                  | 放送日                              | サブタイトル                            | MC                                               | 大食いスター                              | 出演                                | 備考                                |        |
| 2019年                              | 2019年                              | 2019年                                  | 2019年                                           | 2019年                                    | 2019年                              | 2019年                              | 2019年 |
| ----------------------------------- | ----------------------------------- | --------------------------------------- | ------------------------------------------------ | ----------------------------------------- | ----------------------------------- | ----------------------------------- | ------ |
| 1                                   | 12月20日                            | 誰も完食したことのないデカ盛り店に挑む! | 【進行】菅良太郎（パンサー）、向井慧（パンサー） | ラスカル新井、MAX鈴木、小野かこ・あこ姉妹 | -                                   |                                     |        |
| 2020年                              |                                     |                                         |                                                  |                                           |                                     |                                     |        |
| 2                                   | 1月31日                             | 【関東ブロック】                        | カミナリ                                         | もえのあずき、河田大志（カワザイル）      | 夏菜                                |                                     |        |
| 2                                   | 1月31日                             | 【東海ブロック】                        | パンサー                                         | MAX鈴木                                   | りんごちゃん                        |                                     |        |

| 『デカ盛り道場破り』 | 『デカ盛り道場破り』 | 『デカ盛り道場破り』                         | 『デカ盛り道場破り』                               | 『デカ盛り道場破り』                                           | 『デカ盛り道場破り』 | 『デカ盛り道場破り』 | 『デカ盛り道場破り』 |
| 回                   | 放送日               | サブタイトル                                 | MC                                                 | 大食いスター                                                   | 出演                 | 備考                 |                      |
| 2020年               | 2020年               | 2020年                                       | 2020年                                             | 2020年                                                         | 2020年               | 2020年               |                      |
| -------------------- | -------------------- | -------------------------------------------- | -------------------------------------------------- | -------------------------------------------------------------- | -------------------- | -------------------- | -------------------- |
| 3                    | 2月7日               | -                                            | 【進行】柴田英嗣（アンタッチャブル）               | 小野かこ・あこ姉妹、チェンチェン（台湾の大食いユーチューバー） | -                    |                      |                      |
| 4                    | 2月14日              | -                                            | 菅良太郎（パンサー）、向井慧（パンサー）           | アンジェラ佐藤、もえのあずき、ラスカル新井                     | ハナコ               |                      |                      |
| 5                    | 3月6日               | 大食いスターは人気チェーン店で何円分食べる!? | 菅良太郎（パンサー）、向井慧（パンサー）、カミナリ | 菅原初代、もえのあずき、小野かこ・あこ姉妹                     | -                    |                      |                      |

### レギュラー放送（第1期）
- 『デカ盛りハンター』
『デカ盛りハンタースペシャル』（★印）
『デカ盛り!』（☆印）
『デカ盛りハンター!』（◎印）

#### 金曜日18:55 - 19:56時代
| 2020年4月3日 - 9月11日 | 2020年4月3日 - 9月11日 | 2020年4月3日 - 9月11日                                  | 2020年4月3日 - 9月11日             | 2020年4月3日 - 9月11日                                                              | 2020年4月3日 - 9月11日 | 2020年4月3日 - 9月11日 | 2020年4月3日 - 9月11日 |
| 回                     | 放送日                 | サブタイトル                                            | MC                                 | 大食いスター／大食いハンター                                                        | 出演 | 総重量(kg)             | 備考 |
| ---------------------- | ---------------------- | ------------------------------------------------------- | ---------------------------------- | ----------------------------------------------------------------------------------- | --- | ---------------------- | --- |
| 1                      | 4月3日                 | -                                                       | カミナリ、三四郎                   | MAX鈴木、はらぺこツインズ（小野かこ、小野あこ）、小林尊、木下ゆうか                 | 伊集院光、朝日奈央、ゆきぽよ、マービンJr.、フワちゃん、白鳥玉季、野沢春日（テレビ東京アナウンサー）                           | 29.6                   | 18:55 - 20:50 |
| 2                      | 4月17日                | -                                                       | パンサー                           | ロシアン佐藤、もえのあずき                                                          | 安藤なつ | 4.5                    | 「もえあず＆安藤なつ 人気グルメ店 完全制覇ハシゴ旅」                                                                           |
| 3                      | 4月24日                | -                                                       | 石田たくみ（カミナリ）             | MAX鈴木、はらぺこツインズ（小野かこ、小野あこ）                                     | 朝日奈央 | 21.2                   | 18:55 - 19:53 |
| 4                      | 5月1日                 | -                                                       | パンサー、三四郎                   | はらぺこツインズ（小野かこ、小野あこ）、MAX鈴木、もえのあずき、ラスカル新井         | - | 48.2                   | 18:55 - 19:56 |
| 5                      | 5月8日                 | -                                                       | 向井慧（パンサー）                 | もえのあずき                                                                        | - | 4.5                    | 「お得な高級テイクアウト」 「歴代最強王者たちが選ぶ 大食いベストマッチ！」                                                     |
| 6                      | 5月15日                | -                                                       | カミナリ                           | はらぺこツインズ（小野かこ、小野あこ）、赤阪尊子、菅原初代、もえのあずき            | 朝日奈央 | 不詳                   | 「コンビニ食材が絶品おかずに！超簡単！アレンジレシピ」 「赤阪・ギャル曽根・菅原・もえあず テレビ東京に眠る大食い名勝負を解禁」 |
| 7                      | 5月22日                | -                                                       | パンサー                           | もえのあずき                                                                        | - | 4.3                    | 「衝撃食材の名勝負を一挙公開！」                                                                                               |
| 8                      | 5月29日                | -                                                       | パンサー                           | MAX鈴木                                                                             | 柴田英嗣（アンタッチャブル）、朝日奈央                                                                                        | 6.7                    | 「過去600試合から厳選！衝撃ハプニング＆珍名場面を大公開」                                                                      |
| 9                      | 6月5日                 | -                                                       | 三四郎                             | はらぺこツインズ（小野かこ、小野あこ）                                              | ぼる塾、餅田コシヒカリ、やしろ優、りんごちゃん                                                                                | 23.3                   | |
| 10                     | 6月12日                | -                                                       | カミナリ                           | ロシアン佐藤、もえのあずき                                                          | 鈴木亜美、りんごちゃん、永尾まりや、村上佳菜子、ゆめっち（3時のヒロイン）、板野友美                                           | 10.0                   | |
| 11                     | 6月19日★               | -                                                       | パンサー、カミナリ                 | はらぺこツインズ（小野かこ、小野あこ）、もえのあずき、MAX鈴木、ラスカル新井         | 朝日奈央、生見愛瑠、柴田英嗣（アンタッチャブル）、ファーストサマーウイカ                                                      | 38.6                   | 18:55 - 20:50 |
| 12                     | 6月26日                | -                                                       | パンサー、三四郎                   | MAX鈴木、はらぺこツインズ                                                           | 若槻千夏、ゆきぽよ | 16.2                   | |
| 13                     | 7月3日                 | -                                                       | パンサー、カミナリ                 | らすかる新井、もえのあずき                                                          | 岡田結実、池田美優 | 10.5                   | |
| 14                     | 7月10日                | -                                                       | 三四郎、井戸田潤（スピードワゴン） | もえのあずき、MAX鈴木、らすかる新井                                                 | 河北麻友子、足立梨花 | 23.5                   | |
| 15                     | 7月17日                | -                                                       | 三四郎、濱口優（よゐこ）           | MAX鈴木、もえのあずき、らすかる新井                                                 | 若槻千夏、中川翔子、鬼越トマホーク、りんごちゃん、ゆめっち（3時のヒロイン）、野沢春日（テレビ東京アナウンサー）               | 18.5                   | |
| 16                     | 7月24日                | -                                                       | カミナリ                           | ロシアン佐藤、もえのあずき                                                          | 河北麻友子、安藤なつ（メイプル超合金）、村上純（しずる）                                                                      | 10.8                   | |
| 17                     | 8月7日★                | -                                                       | パンサー、カミナリ、三四郎         | はらぺこツインズ、MAX鈴木、らすかる新井、ますぶちさちよ                             | 足立梨花、谷まりあ、須田亜香里（SKE48）                                                                                       | 30.4                   | 18:55 - 20:50 |
| 18                     | 8月21日                | 人気チェーン店で食べまくり2時間スペシャル               | パンサー、三四郎、銀シャリ         | もえのあずき、MAX鈴木、アンジェラ佐藤、ますぶちさちよ、高橋ちなり、はらぺこツインズ | 堀田茜、河北麻友子、髙橋ひかる                                                                                                | 41.0                   | 18:55 - 20:50 |
| 19                     | 9月4日★                | 超絶デカ盛り＆ジャニーズ河合参戦!激辛&肉まみれ2時間SP   | パンサー                           | もえのあずき、ロシアン佐藤、ますぶちさちよ、らすかる新井                            | 安藤なつ、井戸田潤、山之内すず、河合郁人（A.B.C-Z）、鬼越トマホーク、谷あさこ、やしろ優、矢内雄一郎（テレビ東京アナウンサー） | 18.7                   | 18:55 - 20:50 |
| 20                     | 9月11日★               | 史上最大のデカ盛り&ローカルチェーン店 食べまくり2時間SP | カミナリ、三四郎                   | はらぺこツインズ、MAX鈴木、らすかる新井                                             | ダイアモンド☆ユカイ、カンニング竹山、市川紗椰、足立梨花、藤田ニコル                                                           | 19.7                   | 18:55 - 20:50 |

#### 金曜日19:25 - 19:56時代
| 2020年10月16日 - 12月18日 | 2020年10月16日 - 12月18日 | 2020年10月16日 - 12月18日                                  | 2020年10月16日 - 12月18日  | 2020年10月16日 - 12月18日                                                       | 2020年10月16日 - 12月18日                                                                            | 2020年10月16日 - 12月18日 | 2020年10月16日 - 12月18日 |
| 回                        | 放送日                    | サブタイトル                                               | MC                         | 大食いハンター                                                                  | 出演                                                                                                 | 総重量(kg)                | 備考                      |
| ------------------------- | ------------------------- | ---------------------------------------------------------- | -------------------------- | ------------------------------------------------------------------------------- | --- | ------------------------- | ------------------------- |
| 21                        | 10月16日★                 | みんな大好き!寿司・カレー・ラーメン総重量35kg食べまくりSP! | パンサー                   | はらぺこツインズ、もえのあずき、アンジェラ佐藤、ますぶちさちよ、ちとせよしの    | 安藤なつ（メイプル超合金）、柴田英嗣（アンタッチャブル）、磯山さやか、深澤辰哉（Snow Man）、猫背椿   | 35.0                      | 19:25 - 20:50             |
| 22                        | 10月23日                  | -                                                          | カミナリ                   | らすかる新井                                                                    | 朝日奈央                                                                                             | 5.7                       |                           |
| 23                        | 10月30日                  | -                                                          | 三四郎                     | はらぺこツインズ                                                                | 谷まりあ                                                                                             | 5.5                       |                           |
| 24                        | 11月6日                   | -                                                          | カミナリ                   | 海老原まよい、中澤莉佳子、加納芹香                                              | 河北麻友子、リュウジ                                                                                 | 22.0                      |                           |
| 25                        | 11月13日                  | 激安店オーケーで人気総菜食べ尽くし                         | 三四郎                     | らすかる新井、ますぶちさちよ、谷あさこ                                          | 北斗晶                                                                                               | 16.4                      |                           |
| 26                        | 11月20日                  | 総重量4kg超え超巨大メロンパンバーガー                      | カミナリ                   | ロシアン佐藤                                                                    | 武田玲奈                                                                                             | 4.2                       |                           |
| 27                        | 11月27日                  | 総重量6kg超巨大スイーツキャッスル                          | パンサー                   | はらぺこツインズ                                                                | 朝日奈央                                                                                             | 6.0                       |                           |
| 28                        | 12月4日                   | 総重量6.5kg!超巨大鉄板焼きそば                             | カミナリ                   | MAX鈴木                                                                         | 高田秋                                                                                               | 6.5                       |                           |
| 29                        | 12月18日                  | 50kg食べ納め2時間SP                                        | パンサー、カミナリ、三四郎 | MAX鈴木、はらぺこツインズ、もえのあずき、菅原初代、アンジェラ佐藤、海老原まよい | 足立梨花、前田旺志郎、チョコレートプラネット、河北麻友子、鬼越トマホーク、ちとせよしの、りんごちゃん | 52.0                      | 20:00 - 21:48             |

| 2021年1月8日 - 3月12日 | 2021年1月8日 - 3月12日 | 2021年1月8日 - 3月12日                       | 2021年1月8日 - 3月12日                                         | 2021年1月8日 - 3月12日                                                                    | 2021年1月8日 - 3月12日 | 2021年1月8日 - 3月12日 | 2021年1月8日 - 3月12日 |
| 回                     | 放送日                 | サブタイトル                                 | MC                                                             | 大食いハンター                                                                            | 出演 | 総重量(kg)             | 備考                   |
| ---------------------- | ---------------------- | -------------------------------------------- | -------------------------------------------------------------- | ----------------------------------------------------------------------------------------- | --- | ---------------------- | ---------------------- |
| 30                     | 1月8日★                | 1部                                          | カミナリ                                                       | はらぺこツインズ、もえのあずき、MAX鈴木、菅原初代、海老原まよい、中澤莉佳子、加納芹香     | 柴田英嗣（アンタッチャブル）、安藤なつ（メイプル超合金）、銀シャリ、矢田亜希子、尾上右近、本田望結、本田紗来、鬼越トマホーク、ちとせよしの、りんごちゃん、丘みどり、野沢春日（テレビ東京アナウンサー）                                                                                          | 41.0                   | 19:25 - 19:46          |
| 31                     | 1月8日★                | 2部                                          | カミナリ                                                       | はらぺこツインズ、もえのあずき、MAX鈴木、菅原初代、海老原まよい、中澤莉佳子、加納芹香     | 柴田英嗣（アンタッチャブル）、安藤なつ（メイプル超合金）、銀シャリ、矢田亜希子、尾上右近、本田望結、本田紗来、鬼越トマホーク、ちとせよしの、りんごちゃん、丘みどり、野沢春日（テレビ東京アナウンサー）                                                                                          | 41.0                   | 19:50 - 21:48          |
| 32                     | 1月15日                | 総重量11.5kg!海鮮づくしつけ麺&肉づくし焼豚丼 | カミナリ                                                       | はらぺこツインズ                                                                          | 朝日奈央 | 11.2                   |                        |
| 33                     | 1月22日                | 総重量6kg!韓国アメリカンドッグ               | パンサー                                                       | MAX鈴木                                                                                   | 市川紗椰 | 5.6                    |                        |
| 34                     | 1月29日                | 超人気チェーン店コラボSP                     | 井戸田潤（スピードワゴン）                                     | はらぺこツインズ、MAX鈴木、らすかる新井                                                   | 鈴木亜美 | 15.7                   |                        |
| 35                     | 2月5日                 | 最強芸人軍団vs新人爆食美女トリオ大食い対決   | 相田周二（三四郎）、菅良太郎（パンサー）、尾形貴弘（パンサー） | -                                                                                         | すゑひろがりず、レインボー、北斗晶、板垣龍佑（テレビ東京アナウンサー） | 17.0                   |                        |
| 36                     | 2月12日                | 最強トリオ×銀座コージーコーナー              | カミナリ                                                       | はらぺこツインズ、らすかる新井                                                            | 市川紗椰 | 15.2                   |                        |
| 37                     | 2月19日                | 総重量6.5kg!超巨大ラーメン                   | 三四郎                                                         | らすかる新井                                                                              | 朝比奈彩 | 6.5                    |                        |
| 38                     | 3月12日★               | 1部                                          | パンサー、三四郎                                               | もえのあずき、はらぺこツインズ、MAX鈴木、らすかる新井、海老原まよい、中澤莉佳子、加納芹香 | 丘みどり、近藤芳正、柴田英嗣、高田秋、玉井詩織（ももいろクローバーZ）、トリンドル玲奈、全日本プロレス（宮原健斗、田村男児、ジェイク・リー）、藤田憲右（トータルテンボス）、りんごちゃん、ちとせよしの、ちなてい（危険物てぃらてぃら）、益田康平（カゲヤマ）、野沢春日（テレビ東京アナウンサー） | 50.5                   | 19:25 - 19:48          |
| 38                     | 3月12日★               | 2部                                          | パンサー、三四郎                                               | もえのあずき、はらぺこツインズ、MAX鈴木、らすかる新井、海老原まよい、中澤莉佳子、加納芹香 | 丘みどり、近藤芳正、柴田英嗣、高田秋、玉井詩織（ももいろクローバーZ）、トリンドル玲奈、全日本プロレス（宮原健斗、田村男児、ジェイク・リー）、藤田憲右（トータルテンボス）、りんごちゃん、ちとせよしの、ちなてい（危険物てぃらてぃら）、益田康平（カゲヤマ）、野沢春日（テレビ東京アナウンサー） | 50.5                   | 19:52 - 21:48          |

#### 火曜日18:25 - 20:54時代
| 2021年3月16日 - 9月21日 | 2021年3月16日 - 9月21日 | 2021年3月16日 - 9月21日                             | 2021年3月16日 - 9月21日                                      | 2021年3月16日 - 9月21日                                             | 2021年3月16日 - 9月21日 | 2021年3月16日 - 9月21日 | 2021年3月16日 - 9月21日 |
| 回                      | 放送日                  | サブタイトル                                        | MC                                                           | 大食いハンター                                                      | 出演 | 総重量(kg)              | 備考                    |
| ----------------------- | ----------------------- | --------------------------------------------------- | ------------------------------------------------------------ | ------------------------------------------------------------------- | --- | ----------------------- | ----------------------- |
| 39                      | 3月16日★                | -                                                   | パンサー                                                     | もえのあずき、はらぺこツインズ、MAX鈴木、らすかる新井               | 片瀬那奈、村上純（しずる） | 不詳                    | 18:55 - 20:54           |
| 40                      | 4月20日                 | 総重量50kg超え!火曜日へお引越しSP                   | カミナリ、菅良太郎（パンサー）、向井慧（パンサー）           | もえのあずき、MAX鈴木、加納芹香、菅原初代                           | 磯山さやか、岡田圭右（ますだおかだ）、小泉孝太郎、宮田俊哉（Kis-My-Ft2）、本仮屋ユイカ、蓮佛美沙子、プロレスリング・ノア（武藤敬司、モハメドヨネ、稲村愛輝、岡田欣也）、ギャオス内藤、G.G.佐藤、とにかく明るい安村、マック鈴木、谷あさこ、ちとせよしの、ちなてい（危険物てぃらてぃら）、板垣龍佑（テレビ東京アナウンサー）、野沢春日（テレビ東京アナウンサー） | 74.6                    |                         |
| 41                      | 5月11日                 | K-1戦士も参戦!埼玉&千葉で爆食スペシャル             | カミナリ、三四郎                                             | もえのあずき、はらぺこツインズ、MAX鈴木、らすかる新井、中澤莉佳子   | アキラ100%、足立梨花、アンゴラ村長（にゃんこスター）、アントニー（マテンロウ）、市川紗椰、井戸田潤（スピードワゴン）、岩橋良昌（プラス・マイナス）、大岩龍矢、京太郎、栗山千明、小島よしお、薄幸（納言）、武尊、谷川聖哉、渚（尼神インター）、益田康平（カゲヤマ）、吉住、板垣龍佑（テレビ東京アナウンサー）                                                   | 63.8                    |                         |
| 42                      | 5月25日                 | 大日本プロレス軍襲来&ももクロ玉井デカ盛りクッキング | パンサー、カミナリ、三四郎                                   | もえのあずき、MAX鈴木、ロシアン佐藤、らすかる新井、中澤莉佳子       | あらぽん（ANZEN漫才）、安藤美姫、石井杏奈、井上咲楽、大久保佳代子（オアシズ）、岡本玲、G.G.佐藤、関太（タイムマシーン3号）、田中道子、玉井詩織（ももいろクローバーZ）、ちなてい（危険物てぃらてぃら）、土佐兄弟、とにかく明るい安村、中岡創一（ロッチ）、りんごちゃん、大日本プロレス（橋本大地、神谷英慶、浜亮太）、野沢春日（テレビ東京アナウンサー）        | 62.6                    |                         |
| 43                      | 6月15日                 | 史上最強の大食いモンスター大集合SP                  | パンサー、カミナリ、三四郎                                   | もえのあずき、はらぺこツインズ、MAX鈴木、らすかる新井、中澤莉佳子   | 片瀬那奈、久間田琳加、松井珠理奈、追手風部屋（大栄翔、剣翔、大奄美）、野沢春日（テレビ東京アナウンサー） 【ぺこぱが行く 日本全国！○○すぎる うまペイ店】ぺこぱ | 44.2                    |                         |
| 44                      | 7月6日                  | 史上最強!最重量の超ド級デカ盛りSP                   | カミナリ、三四郎                                             | もえのあずき、はらぺこツインズ、MAX鈴木、ロシアン佐藤、らすかる新井 | 宇都宮まき、岡田圭右（ますだおかだ）、G.G.佐藤、鈴木紗理奈、谷あさこ、TETSUYA（EXILE）、なえなの、浜亮太（大日本プロレス）、村上佳菜子、野沢春日（テレビ東京アナウンサー） | 55.6                    |                         |
| 45                      | 8月10日                 | 最強大食いメダリスト大集合SP                        | 菅良太郎（パンサー）、尾形貴弘（パンサー）、カミナリ、三四郎 | もえのあずき（エラバレシ）、はらぺこツインズ、MAX鈴木、菅原初代     | 青木愛、足立梨花、安藤美姫、岡田結実、小関裕太、関水渚、田中雅美、塚田僚一（A.B.C-Z）、土屋伸之（ナイツ）、中島イシレリ、浜口京子、平岩康佑 | 49.7                    |                         |
| 46                      | 8月24日                 | 夏の大食いスタミナ祭りSP                            | パンサー、カミナリ、三四郎                                   | もえのあずき（エラバレシ）、はらぺこツインズ、MAX鈴木、海老原まよい | 朝日奈央、井口綾子、大友花恋、コージ・トクダ、谷あさこ、平岩康佑、ますぶちさちよ、横山由依（AKB48） | 45.6                    |                         |
| 47                      | 9月21日                 | 食欲の秋!食べまくりSP                               | パンサー、カミナリ、三四郎                                   | もえのあずき（エラバレシ）、はらぺこツインズ、MAX鈴木、海老原まよい | 新井恵理那、ウルフアロン、大鶴義丹、影浦心、柴田英嗣（アンタッチャブル）、高城れに（ももいろクローバーZ）、ちとせよしの、濱田岳、福島善成（ガリットチュウ）、村重杏奈（HKT48）、野沢春日（テレビ東京アナウンサー） | 39.2                    |                         |

#### 火金時代
| 2021年10月15日 - 11月23日 | 2021年10月15日 - 11月23日 | 2021年10月15日 - 11月23日 | 2021年10月15日 - 11月23日                       | 2021年10月15日 - 11月23日                        | 2021年10月15日 - 11月23日 | 2021年10月15日 - 11月23日 | 2021年10月15日 - 11月23日 | 2021年10月15日 - 11月23日 | 2021年10月15日 - 11月23日 |
| 回                        | 放送日                    | 曜日                      | 放送時間                                        | サブタイトル                                     | MC | 大食いハンター | 出演 | 総重量(kg)                | 備考                      |
| ------------------------- | ------------------------- | ------------------------- | ----------------------------------------------- | ------------------------------------------------ | --- | --- | --- | ------------------------- | ------------------------- |
| 48                        | 10月15日                  | 金                        | 18:55 - 19:55                                   | -                                                | パンサー | もえのあずき | 田中圭、安田顕、倉科カナ、中田圭祐／関太（タイムマシーン3号）、とにかく明るい安村、ひるちゃん（インポッシブル）、野沢春日（テレビ東京アナウンサー） | 22.0                      |                           |
| 49                        | 10月26日                  | 火                        | 18:25 - 20:54                                   | -                                                | カミナリ、三四郎 | 加納芹香、中澤莉佳子、はらぺこツインズ、らすかる新井 | 青木源太、朝日奈央、伊藤かりん、太田博久（ジャングルポケット）、岡田圭右（ますだおかだ）、河北麻友子、新條由芽、ノリ（バビロン）、益田康平（カゲヤマ）、牧野真莉愛（モーニング娘。'21）、野沢春日（テレビ東京アナウンサー） | 38.1                      |                           |
| 50                        | 11月23日                  | 火                        | 【第1部】 18:25 - 20:00 【第2部】 20:00 - 20:50 | 大食い界に人気俳優&アスリート殴り込み!競輪中継も | 【第1部】「デカ盛りハンター 新企画祭」 MC：パンサー／ゲスト：北斗晶、はなわ／デカ盛りハンター：MAX鈴木、はらぺこツインズ、中澤莉佳子【第2部前半】「デカ盛りドリームマッチin小倉」 MC：パンサー、三四郎／女性ハンターチーム：もえのあずき、稲村亜美、ちとせよしの／競輪選手チーム：蒋野翔太、山口智弘、おばたのお兄さん【第2部後半】「第63回朝日新聞社杯競輪祭（GI）決勝生中継」 解説：中野浩一／ゲスト：稲村亜美／実況：板垣龍佑（テレビ東京アナウンサー）／進行：竹崎由佳（テレビ東京アナウンサー）／リポーター：池谷実悠（テレビ東京アナウンサー） | 【第1部】「デカ盛りハンター 新企画祭」 MC：パンサー／ゲスト：北斗晶、はなわ／デカ盛りハンター：MAX鈴木、はらぺこツインズ、中澤莉佳子【第2部前半】「デカ盛りドリームマッチin小倉」 MC：パンサー、三四郎／女性ハンターチーム：もえのあずき、稲村亜美、ちとせよしの／競輪選手チーム：蒋野翔太、山口智弘、おばたのお兄さん【第2部後半】「第63回朝日新聞社杯競輪祭（GI）決勝生中継」 解説：中野浩一／ゲスト：稲村亜美／実況：板垣龍佑（テレビ東京アナウンサー）／進行：竹崎由佳（テレビ東京アナウンサー）／リポーター：池谷実悠（テレビ東京アナウンサー） | 【第1部】「デカ盛りハンター 新企画祭」 MC：パンサー／ゲスト：北斗晶、はなわ／デカ盛りハンター：MAX鈴木、はらぺこツインズ、中澤莉佳子【第2部前半】「デカ盛りドリームマッチin小倉」 MC：パンサー、三四郎／女性ハンターチーム：もえのあずき、稲村亜美、ちとせよしの／競輪選手チーム：蒋野翔太、山口智弘、おばたのお兄さん【第2部後半】「第63回朝日新聞社杯競輪祭（GI）決勝生中継」 解説：中野浩一／ゲスト：稲村亜美／実況：板垣龍佑（テレビ東京アナウンサー）／進行：竹崎由佳（テレビ東京アナウンサー）／リポーター：池谷実悠（テレビ東京アナウンサー） | 32.7                      | [ 注 4 ]                  |

| 2022年1月7日 - 3月25日 | 2022年1月7日 - 3月25日 | 2022年1月7日 - 3月25日 | 2022年1月7日 - 3月25日 | 2022年1月7日 - 3月25日                                                               | 2022年1月7日 - 3月25日                               | 2022年1月7日 - 3月25日                                                                          | 2022年1月7日 - 3月25日 | 2022年1月7日 - 3月25日 | 2022年1月7日 - 3月25日 |
| 回                     | 放送日                 | 曜日                   | 放送時間               | サブタイトル                                                                         | MC                                                   | 大食いハンター／ハンター                                                                        | 出演 | 総重量(kg)             | 備考                   |
| ---------------------- | ---------------------- | ---------------------- | ---------------------- | ------------------------------------------------------------------------------------ | ---------------------------------------------------- | ----------------------------------------------------------------------------------------------- | --- | ---------------------- | ---------------------- |
| 51                     | 1月7日                 | 金                     | 18:55 - 19:55          | -                                                                                    | パンサー、カミナリ、三四郎                           | もえのあずき、海老原まよい                                                                      | 永山絢斗、小川直也、浜亮太（大日本プロレス）、キング・タニー、谷あさ子、納谷幸男（DDTプロレスリング）、NANAMI                                                                                 | 22.6                   |                        |
| 52                     | 2月11日                | 金                     | 19:25 - 19:55          | MAX鈴木&もえあず&かこあこが食べてるものは何?                                         | パンサー                                             | MAX鈴木、もえのあずき、はらぺこツインズ                                                         | 笛木優子、藤井美菜、鈴之助 | 13.8                   |                        |
| 53                     | 3月1日                 | 火                     | 18:25 - 20:54          | -                                                                                    | パンサー、カミナリ、三四郎                           | もえのあずき、MAX鈴木、はらぺこツインズ、海老原まよい、ますぶちさちよ、らすかる新井、中澤莉佳子 | 大友花恋、マヂカルラブリー、関太（タイムマシーン3号）、黒木ひかり、箭内夢菜、大橋和也（なにわ男子）                                                                                           | 32.3                   | [ 注 7 ]               |
| 54                     | 3月25日★               | 金                     | 18:55 - 21:48          | サッカーW杯戦士 人気ジャニーズ 大物紅白歌手 総重量50kg超え! 爆食ニッポン代表大集結SP | パンサー、カミナリ、三四郎、岡田圭右（ますだおかだ） | もえのあずき、MAX鈴木、はらぺこツインズ、らすかる新井、ロシアン佐藤、アンジェラ佐藤             | 増田貴久(NEWS)、かなで（3時のヒロイン）、河北麻友子、八代亜紀、ニシダ（ラランド）、ゆうちゃみ、村重杏奈、松木安太郎、大久保嘉人、岡野雅行、坪井慶介、アンゴラ村長（にゃんこスター）、山崎紘菜 | 52.0                   |                        |

#### 金曜日19:25 - 19:55時代
| 55 | 4月8日◎            | 向井理ガチ食い&小川直也率いるプロレス軍が爆食SP        | パンサー、カミナリ、三四郎 | もえのあずき、加納芹香、はらぺこツインズ、ロシアン佐藤、MAX鈴木 | 向井理、DJ KOO、やす子、小川直也、納谷幸男(DDTプロレスリング)、クワイエット・ストーム、クリス・ヴァイス(ZERO1)、坂下千里子、岡本夏美 | 40.8                      | 19:25 - 21:48                                                                      |
| 56 | 4月15日◎           | 超人気ラーメン店なんつッ亭の4.5kgデカ盛りに挑む        | 三四郎 | もえのあずき | 石田ニコル | 4.5                       | 『デカ盛りちょい足し!』枠内で「デカい!安い!うまい!三ツ星デカ盛りハンター店」開始。 |
| 57 | 4月22日◎           | 超人気チェーンはま寿司で限界まで爆食＆超お得ウラ技     | 【進行】ジャングルポケット | もえのあずき、らすかる新井 | 島崎遥香 | 10.5                      |                                                                                    |
| 58 | 4月29日            | 鈴木福くん兄妹とコストコで人気商品爆買い＆爆食         | 三四郎 | はらぺこツインズ | 鈴木福、鈴木夢、鈴木楽、鈴木誉 | 11                        |                                                                                    |
| 59 | 5月6日             | 大物俳優小日向文世＆遠藤憲一が緊急参戦SP               | カミナリ | もえのあずき、らすかる新井 | 小日向文世、遠藤憲一 | 不詳                      |                                                                                    |
| 60 | 5月13日☆           | 超人気ゴーゴーカレーの5.5kgデカ盛りに挑む!             | カミナリ | 海老原まよい | 岡崎紗絵 【チャレンジゲスト】カメオ（そいそ〜す） | 7.6                       |                                                                                    |
| 61 | 5月20日            | 衝撃!5.3kgふわとろ卵のメガ盛りオムライスに挑戦         | パンサー | らすかる新井 | 薄幸（納言） 【チャレンジゲスト】阿見201 | 8.3                       |                                                                                    |
| 62 | 5月27日            | 野郎ラーメンからの挑戦状!総重量6.5kgの壮絶な戦い       | 三四郎 | MAX鈴木 | 堀未央奈 【チャレンジゲスト】益田康平（カゲヤマ） | 9.8                       |                                                                                    |
| 63 | 6月3日             | 総重量9kg!人気蕎麦店の山脈天そば＆山脈丼ぶり           | カミナリ | はらぺこツインズ | 川津明日香 【チャレンジゲスト】登坂淳一、ニシダ(ラランド) | 12.9                      |                                                                                    |
| 64 | 6月10日            | 完食者ゼロ!二郎系冷やし中華6kg&最強激辛麻婆豆腐        | カミナリ、三四郎 | MAX鈴木、ロシアン佐藤 | 西田ひかる 【チャレンジゲスト】お見送り芸人しんいち、河合郁人(A.B.C-Z)、金田朋子、横川尚隆(ボディビルダー） | 9.1                       |                                                                                    |
| 65 | 6月17日            | 強大食い女王・魔女菅原VS最強大食い芸人チーム           | 向井慧（パンサー）、菅良太郎（パンサー） | 菅原初代 | 小宮璃央 【チャレンジゲスト】尾形貴弘（パンサー）、ひるちゃん（インポッシブル）、渡部おにぎり（金の国） | 12.6                      |                                                                                    |
| 66 | 7月1日◎            | ジャニーズVS魔女菅原VS新日本プロレスVS美女軍団         | 三四郎、カミナリ | 菅原初代、もえのあずき | 遼河はるひ 【チャレンジゲスト】桐山照史（ジャニーズWEST）、濵田崇裕（ジャニーズWEST）、竹内由恵、やす子、新日本プロレス（棚橋弘至、本間朋晃、矢野通） | 20.3                      | 18:55 - 19:55                                                                      |
| 67 | 7月15日            | コストコの大容量グルメ【おすすめベスト5】食べ尽くす!   | 三四郎 | はらぺこツインズ | 内藤剛志、佐野岳、逢沢りな | 10                        |                                                                                    |
| 68 | 7月22日            | 池袋の【本格マジ中華】10キロ爆食!                      | 三四郎 | MAX鈴木、もえのあずき | 入江聖奈 【中華解説】金萬福 | 11.3                      |                                                                                    |
| 69 | 7月29日            | 【海老名サービスエリア】の人気グルメで爆食バトル!      | 【進行】野沢春日（テレビ東京アナウンサー） | MAX鈴木 | 【対戦ゲスト】ティモンディ、お見送り芸人しんいち、かなで（3時のヒロイン）、大山加奈、高田真希、RENA | 10.2                      |                                                                                    |
| 70 | 8月5日             | 「かつや」からの挑戦状!重量5kg巨大デカ盛りカツ丼       | カミナリ | 海老原まよい | 松島聡（Sexy Zone） 【チャレンジゲスト】中岡創一（ロッチ） | 6.4                       |                                                                                    |
| 71 | 8月12日            | -                                                      | パンサー | 中澤莉佳子 | 南果歩 【チャレンジゲスト】ワタリ119 | 6                         |                                                                                    |
| 72 | 8月26日            | 灼熱の町「熊谷」で最強デカ盛りスタミナ麺を爆食!        | ぺこぱ | らすかる新井 | 北斗晶 【チャレンジゲスト】インポッシブル | 7.7                       |                                                                                    |
| 73 | 9月2日             | 人気駅ナカで新企画!全国グルメで爆食国盗り合戦!         | 三四郎 | もえのあずき | 【チャレンジゲスト】おばたのお兄さん、酒井貴士（ザ・マミィ）、三浦リョースケ（ネイチャーバーガー） | 8.1                       |                                                                                    |
| 74 | 9月9日             | 重量4キロ七種の爆盛り焼肉丼!完食で豪華賞品!            | 向井慧（パンサー）、菅良太郎（パンサー） | もえのあずき | 【チャレンジゲスト】三都主アレサンドロ、坪井慶介 【解説】松木安太郎 | 7.1                       |                                                                                    |
| 75 | 9月16日            | 新企画!ラーメン激戦区で大食いサバイバル!               | 岡田圭右（ますだおかだ） | もえのあずき | 【チャレンジゲスト】本間朋晃（新日本プロレス）、大鶴肥満（ママタルト）、佐々木大光（7 MEN 侍） | 12.3                      |                                                                                    |
| 76 | 9月23日            | テレビ初公開！ガストのリニューアルメニューで爆食バトル | カミナリ | MAX鈴木、中澤莉佳子、海老原まよい | 【チャレンジゲスト】村上佳菜子、関太（タイムマシーン3号） | 不詳                      |                                                                                    |
| 77 | 10月7日★           | 総重量25キロ!?MAX鈴木マジ号泣の特別企画                | カミナリ、パンサー | MAX鈴木、海老原まよい、中澤莉佳子、もえのあずき、ますぶちさちよ、らすかる新井、谷あさこ、はらぺこツインズ | 安藤美姫、井森美幸、景井ひな、益田康平（カゲヤマ）、ちなてい（危険物てぃらてぃら）、三浦リョースケ（ネイチャーバーガー）、野呂佳代、馬場ももこ、浜野謙太、山神智洋、RENA | 25                        | 18:55 - 20:25                                                                      |
| 78 | 10月14日           | わんこそば400杯超!もえあずVS女子プロレスラー軍団       | 向井慧（パンサー）、菅良太郎（パンサー） | もえのあずき | 【チャレンジゲスト】ジャガー横田、井上京子、石川奈青、レディ・C | 9.6                       |                                                                                    |
| 79 | 10月28日           | 人気町中華!絶品チャーハンBEST5爆食サバイバル!          | ユージ | もえのあずき | 【チャレンジゲスト】グレート-O-カーン、菅田琳寧（7 MEN 侍）、土佐兄弟 | 14.7                      |                                                                                    |
| 80 | 11月4日            | 大食い界震撼!昼飯で6キロ超…怪物ルーキー発見SP          | 三四郎 | 【大食い第6世代】ぞうさんパクパク 【VTRコメント】MAX鈴木、海老原まよい | 松島聡（Sexy Zone） | 5.5                       |                                                                                    |
| 81 | 11月11日           | 新企画!5キロ超!大家族晩ごはんVS大食いハンター          | なすなかにし | MAX鈴木 | 【大家族】横山家7人（東京都足立区） | （5.4）                   | 新企画「大家族の晩御飯 1人で食べきれるか？」                                       |
| 82 | 11月25日           | 純烈VSもえあず!重量10kgご当地グルメ爆食バトル          | パンサー | もえのあずき | 純烈 | （9.565）                 |                                                                                    |
| 83 | 11月27日（日曜日） | 【USJ&日高屋】人気グルメ大爆食スペシャル!競輪中継も    | 【第1部】「デカ盛りハンター」 MC：藤本敏史（FUJIWARA）、なすなかにし、相田周二（三四郎）／ゲスト：朝日奈央、ウルフアロン、影浦心、中間淳太（ジャニーズWEST）、ひるちゃん（インポッシブル）、本間朋晃（新日本プロレス）／デカ盛りハンター：らすかる新井、もえのあずき、はらぺこツインズ【第2部前半】「デカ盛りドリームマッチin北九州」 MC：相田周二（三四郎）／ゲスト：スザンヌ ／ハンターチーム：もえのあずき、幸巴、中澤莉佳子／九州競輪芸人連合チーム：児玉碧衣、小原将通、竹元健竜、波田陽区、D兄さん、まなつ、まさだ（粗大53）【第2部後半】「第64回朝日新聞社杯競輪祭（GI）決勝生中継」 解説：中野浩一／ゲスト：スザンヌ、児玉碧衣／実況：板垣龍佑（テレビ東京アナウンサー）／進行：池谷実悠（テレビ東京アナウンサー）／リポーター：冨田有紀（テレビ東京アナウンサー） | 【第1部】「デカ盛りハンター」 MC：藤本敏史（FUJIWARA）、なすなかにし、相田周二（三四郎）／ゲスト：朝日奈央、ウルフアロン、影浦心、中間淳太（ジャニーズWEST）、ひるちゃん（インポッシブル）、本間朋晃（新日本プロレス）／デカ盛りハンター：らすかる新井、もえのあずき、はらぺこツインズ【第2部前半】「デカ盛りドリームマッチin北九州」 MC：相田周二（三四郎）／ゲスト：スザンヌ ／ハンターチーム：もえのあずき、幸巴、中澤莉佳子／九州競輪芸人連合チーム：児玉碧衣、小原将通、竹元健竜、波田陽区、D兄さん、まなつ、まさだ（粗大53）【第2部後半】「第64回朝日新聞社杯競輪祭（GI）決勝生中継」 解説：中野浩一／ゲスト：スザンヌ、児玉碧衣／実況：板垣龍佑（テレビ東京アナウンサー）／進行：池谷実悠（テレビ東京アナウンサー）／リポーター：冨田有紀（テレビ東京アナウンサー） | 【第1部】「デカ盛りハンター」 MC：藤本敏史（FUJIWARA）、なすなかにし、相田周二（三四郎）／ゲスト：朝日奈央、ウルフアロン、影浦心、中間淳太（ジャニーズWEST）、ひるちゃん（インポッシブル）、本間朋晃（新日本プロレス）／デカ盛りハンター：らすかる新井、もえのあずき、はらぺこツインズ【第2部前半】「デカ盛りドリームマッチin北九州」 MC：相田周二（三四郎）／ゲスト：スザンヌ ／ハンターチーム：もえのあずき、幸巴、中澤莉佳子／九州競輪芸人連合チーム：児玉碧衣、小原将通、竹元健竜、波田陽区、D兄さん、まなつ、まさだ（粗大53）【第2部後半】「第64回朝日新聞社杯競輪祭（GI）決勝生中継」 解説：中野浩一／ゲスト：スザンヌ、児玉碧衣／実況：板垣龍佑（テレビ東京アナウンサー）／進行：池谷実悠（テレビ東京アナウンサー）／リポーター：冨田有紀（テレビ東京アナウンサー） | 【第1部】25 【第2部】26.7 | 【第1部】18:30 - 20:00 【第2部】20:00 - 20:55                                      |
| 84 | 12月2日            | 重量8kg超!福島謎の「デカ盛りタウン」から挑戦状         | 岡田圭右（ますだおかだ） | はらぺこツインズ | - | 12.8                      |                                                                                    |
| 85 | 12月9日            | 終点までに食べ尽くせ!駅弁ベスト10完食バトル            | 岡田圭右（ますだおかだ） | らすかる新井 | 【チャレンジゲスト】森脇健児、ワタリ119、小柴陸（AmBitious） | 8.6                       |                                                                                    |
| 86 | 12月16日           | 新企画!MAX鈴木VS商店街【3つの巨大丼対決】              | カミナリ | MAX鈴木 | 河北麻友子 【VS商店街】おいで通り糀谷商店会 | 6.4                       | 新企画「デカ盛りハンターVS商店街」                                                 |

| 87 | 1月20日 | 回転スイーツ爆食バトル!【かこVSあこVSプロレス軍団】 | 三四郎                   | はらぺこツインズ | プロレスリング・ノア（武藤敬司、清宮海斗、稲村愛輝、アレハンドロ） | 16      |                    |
| 88 | 1月27日 | 新春特別企画!巨大マグロ1匹全部食う大作戦            | カミナリ                 | MAX鈴木、らすかる新井、ぞうさんパクパク、もえのあずき、ロシアン佐藤、中澤莉佳子、加納芹香、谷あさこ、ちとせよしの                                                     | 野村周平 【爆食ゲスト】浜亮太（大日本プロレス）、渡部おにぎり（金の国）                                                                                               | 35      |                    |
| 89 | 2月3日  | 伝説の【超ロングのり巻き】爆食対決！                | パンサー                 | 【ゲスト】渡邉理佐 【ベテランチーム】MAX鈴木、アンジェラ佐藤、本間朋晃、スギちゃん 【新世代チーム】ぞうさんパクパク、中澤莉佳子、マスター・ワト、益田康平（カゲヤマ） | 【ゲスト】渡邉理佐 【ベテランチーム】MAX鈴木、アンジェラ佐藤、本間朋晃、スギちゃん 【新世代チーム】ぞうさんパクパク、中澤莉佳子、マスター・ワト、益田康平（カゲヤマ） | 18.7    | 勝利：新世代チーム |
| 90 | 2月10日 | MAX鈴木VS13人大家族の晩ごはん                       | タイムマシーン3号        | MAX鈴木 | 【大家族】仮屋園家13人（埼玉県） | （5.5） |                    |
| 91 | 2月17日 | 横浜の鍋フェスに乱入爆食!全ての鍋を食べつくせSP     | 三四郎                   | はらぺこツインズ | 【挑戦イベント】酒処鍋小屋2023（横浜赤レンガ倉庫イベント広場） 【爆食ゲスト】ともしげ（モグライダー） 【応援ゲスト】芝大輔（モグライダー）                            | （10）  |                    |
| 92 | 2月24日 | 総重量10キロ超!もえあずVS大物モノマネ軍団           | 三四郎                   | もえのあずき | 【モノマネ大食い軍団】ホリ、JP、レッツゴーよしまさ、元木敦士 | 10.1    |                    |
| 93 | 3月3日  | 新企画!全国【おバカデカ盛り】食べ尽くし旅           | 岡田圭右（ますだおかだ） | MAX鈴木、らすかる新井、もえのあずき | 北原里英 【愛知県店舗推薦】アスカ（「名古屋情報通」編集長）、松田実莉（「ナゴレコ」編集部）、矢澤博之（グルメメディア「フードメ」運営）                               | 15.5    |                    |
| 94 | 3月10日 | 謎のデカ盛りタウン【群馬県桐生市】1日爆食はしご旅   | タイムマシーン3号        | ぞうさんパクパク、中澤莉佳子、ありのまんま | - | 15.6    |                    |
| 95 | 3月17日 | 謎の【とんかつ街道】全部食う大作戦!                 | 三四郎                   | ぞうさんパクパク | 【大食いゲスト】大鶴肥満（ママタルト）、ワタリ119、渡部おにぎり（金の国）                                                                                             | （6.7） |                    |
| 96 | 3月24日 | MAX鈴木VS商店街!4月から番組引っ越し直前SP           | カミナリ                 | MAX鈴木 | 【スペシャルゲスト】沢村一樹、竹内涼真 【VS商店街】高円寺純情商店街                                                                                                   | 6       |                    |

#### 日曜日18:30 - 18:55時代
| 97         | 4月9日   | 1600杯超え!前人未到わんこそば対決                                    | 向井慧（パンサー）、菅良太郎（パンサー） | 小野あこ（はらぺこツインズ） | 【挑戦者】たまこ、しおり（しおりの胃袋）、幸巴 | 16.5                              |                                               |
| 98         | 4月16日  | 総重量5.7キロ!おバカ本マグロ丼vsぞうさんパクパク                     | 岡田圭右（ますだおかだ） | ぞうさんパクパク | 【ゲスト】田中道子 | 4.9                               |                                               |
| 99         | 4月23日◎ | MAX鈴木&7MEN侍 佐々木がSAグルメを爆食!!                              | 三四郎 | MAX鈴木 | 【ゲスト】とにかく明るい安村、佐々木大光（7MEN侍）、グレート-O-カーン 【会場SA】足柄サービスエリア（上り） | 11.4                              |                                               |
| 100        | 4月30日  | 焼肉きんぐの食べ放題!もえあずVS爆食ブラザーズ                        | カミナリ | もえのあずき | 【爆食ブラザーズ】涼太・竜司さん兄弟 【応援】真司さん（父） | 12.4                              | 新企画「勝手にバトル」                        |
| 101        | 5月14日  | MAX鈴木VS総重量6キロ!魔改造オムライス                                | カミナリ | MAX鈴木 | 【ゲスト】新内眞衣 【VS商店街】下丸子商栄会商店街 | 6                                 |                                               |
| 102        | 5月28日  | “のせ放題”イタリアンで爆食女子が大激突SP!!                           | 向井慧（パンサー）、菅良太郎（パンサー） | 小野あこ（はらぺこツインズ）、おごせ綾、しおり（しおりの胃袋） | 【応援】小野かこ（はらぺこツインズ） | 19.6                              |                                               |
| 103        | 6月4日   | ぞうさんパクパク&TravisJapan松田VS4キロ超!餃子丼                     | 三四郎 | ぞうさんパクパク | 【ゲスト】松田元太（Travis Japan） | 5.4                               |                                               |
| 104        | 6月11日  | 完食者ゼロ…総重量8キロデカ盛り定食にMAX鈴木が挑む                    | タイムマシーン3号 | MAX鈴木 | - | 8                                 | 新企画「爆食査察！デカ盛りGメン」             |
| 105        | 6月18日  | くら寿司で100皿超…伝説ファイター大激突SP                             | パンサー | もえのあずき、MAX鈴木、らすかる新井 | 【ゲスト】岡田紗佳 | 不詳                              | 18:30 - 19:30                                 |
| 106        | 6月25日  | ４月オープン!道の駅で茨城県のイチバン食材食べ尽くし                  | 三四郎 | ロシアン佐藤 | 【ゲスト】村上健志（フルーツポンチ）、七五三掛龍也（Travis Japan）、NANAMI、益田康平（カゲヤマ） | 8.64                              |                                               |
| 107        | 7月9日   | VS8キロ超の超巨大ラーメン!デカ盛り賞金稼ぎの旅                       | カミナリ | 河田大志（カワザイル）、木下智弘（ていねい木下） | - | 16                                | 新企画「デカ盛り賞金稼ぎの旅」                |
| 108        | 7月16日  | 爆食美女ますぶちVS武藤敬司率いるプロレスラー軍団                     | タイムマシーン3号 | ますぶちさちよ | 【プロレスリング・ノア軍団】武藤啓司、潮崎豪、稲村愛輝 | 11                                |                                               |
| 109        | 7月23日  | 餃子の王将で爆食!ぞうさんパクパクvs女芸人軍団                        | オズワルド | ぞうさんパクパク | 【女芸人軍団】かなで（3時のヒロイン）、やす子、ちなてい（危険物てぃらてぃら） | 12.1                              |                                               |
| 110        | 7月30日  | なか卯&ビッグボーイ!GENERATIONSが最強大食い王に挑む                  | パンサー | ロシアン佐藤、河田大志（カワザイル） | 【ゲスト】足立梨花 【尾形軍団チーム】佐助、りゅーじ（チャッピー。）、しまぞうZ（キャベツ確認中）、イチキップリン 【GENERATIONS from EXILE TRIBEチーム】片寄涼太、数原龍友、中務裕太、佐野玲於 | 不詳                              | 18:30 - 19:30                                 |
| 111        | 8月13日  | 山田うどんでグレープカンパニー軍団VSはらぺこツインズ                 | カミナリ | 小野かこ（はらぺこツインズ） | 【グレープカンパニー軍団】口笛なるお（わらふぢなるお）、斉藤サトル、お見送り芸人しんいち、堀越（レインマンズ） 【応援】小野あこ（はらぺこツインズ） | 12                                |                                               |
| 112        | 8月20日  | 【爆食サムライがNYで大活躍SP】人気グルメ大爆食スペシャル！競輪中継も | 【第1部】「デカ盛りハンター」 MC：三四郎／ゲスト：川端結愛（ゆめぽて）／デカ盛りハンター：MAX鈴木、河田大志（カワザイル）、木下智弘（ていねい木下）、海老原まよい、ぞうさんパクパク／リポート：中村ゆうじ【第2部前半】「デカ盛りドリームマッチIN埼玉」 MC：カミナリ／ゲスト：古川優奈 （ゆうちゃみ）／アイドルチーム：もえのあずき、島崎遥香、ちとせよしの／競輪チーム：春日俊彰（オードリー）、橋本壮史、北井佑季【第2部後半】「第66回オールスター競輪（GI）決勝生中継」 MC：春日俊彰（オードリー）／解説：中野浩一／ゲスト：島崎遥香／実況：板垣龍佑（テレビ東京アナウンサー）／進行：池谷実悠（テレビ東京アナウンサー）／リポート：中根舞美（テレビ東京アナウンサー）、中川聡（テレビ東京アナウンサー） | 【第1部】「デカ盛りハンター」 MC：三四郎／ゲスト：川端結愛（ゆめぽて）／デカ盛りハンター：MAX鈴木、河田大志（カワザイル）、木下智弘（ていねい木下）、海老原まよい、ぞうさんパクパク／リポート：中村ゆうじ【第2部前半】「デカ盛りドリームマッチIN埼玉」 MC：カミナリ／ゲスト：古川優奈 （ゆうちゃみ）／アイドルチーム：もえのあずき、島崎遥香、ちとせよしの／競輪チーム：春日俊彰（オードリー）、橋本壮史、北井佑季【第2部後半】「第66回オールスター競輪（GI）決勝生中継」 MC：春日俊彰（オードリー）／解説：中野浩一／ゲスト：島崎遥香／実況：板垣龍佑（テレビ東京アナウンサー）／進行：池谷実悠（テレビ東京アナウンサー）／リポート：中根舞美（テレビ東京アナウンサー）、中川聡（テレビ東京アナウンサー） | 【第1部】「デカ盛りハンター」 MC：三四郎／ゲスト：川端結愛（ゆめぽて）／デカ盛りハンター：MAX鈴木、河田大志（カワザイル）、木下智弘（ていねい木下）、海老原まよい、ぞうさんパクパク／リポート：中村ゆうじ【第2部前半】「デカ盛りドリームマッチIN埼玉」 MC：カミナリ／ゲスト：古川優奈 （ゆうちゃみ）／アイドルチーム：もえのあずき、島崎遥香、ちとせよしの／競輪チーム：春日俊彰（オードリー）、橋本壮史、北井佑季【第2部後半】「第66回オールスター競輪（GI）決勝生中継」 MC：春日俊彰（オードリー）／解説：中野浩一／ゲスト：島崎遥香／実況：板垣龍佑（テレビ東京アナウンサー）／進行：池谷実悠（テレビ東京アナウンサー）／リポート：中根舞美（テレビ東京アナウンサー）、中川聡（テレビ東京アナウンサー） | 【第1部】不詳 【第2部】（11.935） | 【第1部】18:30 - 20:00 【第2部】20:00 - 20:50 |
| 113        | 8月27日  | 爆食美女VS元力士軍団!大食いカロリーバトル                            | 向井慧（パンサー）、菅良太郎（パンサー） | ますぶちさちよ | 【元力士軍団】豊ノ島大樹、めっちゃ | 12                                |                                               |
| 114        | 9月24日  | スシローで大食いバトルSP!小宮軍団VSらすかる新井                      | 三四郎 | らすかる新井 | 【小宮軍団】ともしげ（モグライダー）、ちゅうえい（流れ星☆）、アイアム野田（鬼ヶ島）、坂本No.1（TCクラクション） | 12                                |                                               |
| 115 最終回 | 10月1日  | ココスでMAX鈴木VS歴代最強軍！レギュラー最終回SP                      | カミナリ | MAX鈴木 | 【爆食BIG3】ワタリ119、ちなてい（危険物てぃらてぃら）、渡部おにぎり（金の国） | （15.1）                          |                                               |

### レギュラー放送（第1期）終了後の特番
| 2023年11月26日・12月8日 | 2023年11月26日・12月8日 | 2023年11月26日・12月8日 | 2023年11月26日・12月8日                                          | 2023年11月26日・12月8日                             | 2023年11月26日・12月8日 | 2023年11月26日・12月8日 | 2023年11月26日・12月8日 | 2023年11月26日・12月8日 |
| 放送日                  | 曜日                    | 放送時間                | タイトル                                                         | 企画                                                | MC | 大食いファイター | ゲスト                  | 備考                    |
| ----------------------- | ----------------------- | ----------------------- | ---------------------------------------------------------------- | --------------------------------------------------- | --- | --- | ----------------------- | ----------------------- |
| 11月26日                | 日                      | 18:30 - 20:00           | デカ盛りハンターSP【VS8.5kg超巨大焼肉定食&回転寿司タッグマッチ】 | 頂上決戦                                            | 菅良太郎 (パンサー)、向井慧(パンサー) | 【大食いレジェンド頂上決戦】 MAX鈴木 vs らすかる新井 | 岡田紗佳                |                         |
| 11月26日                | 日                      | 18:30 - 20:00           | デカ盛りハンターSP【VS8.5kg超巨大焼肉定食&回転寿司タッグマッチ】 | デカ盛り賞金稼ぎ                                    | カミナリ | 【大食い賞金稼ぎの旅 第3弾】 カワザイル、ていねい木下 | ゆめぽて                | [ 注 23 ]               |
| 11月26日                | 日                      | 18:30 - 20:00           | デカ盛りハンターSP【VS8.5kg超巨大焼肉定食&回転寿司タッグマッチ】 | 大食い対決                                          | 三四郎 | 【回転寿司タッグマッチ】 カワザイル&ていねい木下チーム vs MAX鈴木&漂流武士チーム | 大友花恋                |                         |
| 11月26日                | 日                      | 20:00 - 20:55           | デカ盛りドリームマッチ 第65回朝日新聞社杯競輪祭(GI)              | デカ盛りドリームマッチ 第65回朝日新聞社杯競輪祭(GI) | 司会者：相田周二(三四郎) ／実況者：板垣龍佑(テレビ東京アナウンサー) | 【デカ盛りドリームマッチ】 ＜競輪チーム＞春日俊彰（オードリー)、上川直紀(競輪選手)、室井蓮太朗(競輪選手) ＜デカ盛りハンターチーム＞もえのあずき（エラバレシ)、水瀬琴音(レースクイーン)、芦月陽葵(福岡の爆食アイドル) | ゆいちゃみ              |                         |
| 11月26日                | 日                      | 20:00 - 20:55           | デカ盛りドリームマッチ 第65回朝日新聞社杯競輪祭(GI)              | デカ盛りドリームマッチ 第65回朝日新聞社杯競輪祭(GI) | 【第65回朝日新聞社杯競輪祭決勝】 MC：春日俊彰(オードリー) ／進行：池谷実悠(テレビ東京アナウンサー) ／解説：中野浩一 ／実況：板垣龍佑(テレビ東京アナウンサー) ／リポーター：中根舞美(テレビ東京アナウンサー) | |                         |                         |
| 12月8日                 | 金                      | 19:25 - 19:55           | デカ盛りハンター【爆食女王もえあずvs10000キロカロリー超すた丼】  | ハンターへの挑戦状                                  | カミナリ | 【ハンター】もえのあずき(エラバレシ) | 瀧本美織                |                         |

### レギュラー放送（第2期）
- 『デカ盛りハンター』
『デカ盛りハンタースペシャル』（★印）

※金曜日（19:25 - 19:55）
| 2024年4月5日 - 12月20日 | 2024年4月5日 - 12月20日 | 2024年4月5日 - 12月20日                                    | 2024年4月5日 - 12月20日                                   | 2024年4月5日 - 12月20日 | 2024年4月5日 - 12月20日 | 2024年4月5日 - 12月20日 | 2024年4月5日 - 12月20日 | 2024年4月5日 - 12月20日                                                                |
| 回                      | 放送日                  | サブタイトル                                               | 企画                                                      | MC ●印：ロケMC ▲印：サポーター | デカ盛りハンター ■印：大食いファイター | ゲスト・出演 | 総重量(kg)              | 備考                                                                                   |
| ----------------------- | ----------------------- | ---------------------------------------------------------- | --------------------------------------------------------- | --- | --- | --- | ----------------------- | -------------------------------------------------------------------------------------- |
| 1                       | 4月5日                  | カレー寿司ラーメン!3大国民食デカ盛り爆食SP                 | デカ盛り賞金稼ぎ                                          | ●三四郎 | ■カワザイル、ていねい木下 | 鈴木奈々 | 16                      | 18:55 - 20:54                                                                          |
| 1                       | 4月5日                  | カレー寿司ラーメン!3大国民食デカ盛り爆食SP                 | ハンターへの挑戦状                                        | ●カミナリ | ■もえのあずき（エラバレシ） | ゆめぽて | 4.4                     | 18:55 - 20:54                                                                          |
| 1                       | 4月5日                  | カレー寿司ラーメン!3大国民食デカ盛り爆食SP                 | はじめてのデカ盛り                                        | ●菅良太郎（パンサー）、向井慧（パンサー） | ■MAX鈴木 | - | 6.6                     | 18:55 - 20:54                                                                          |
| 2                       | 4月12日                 | ご当地グルメ!八王子ナポリタンで"はじめてのデカ盛り"        | はじめてのデカ盛り                                        | ●尾形貴弘（パンサー）、向井慧（パンサー） | MAX鈴木 | - | 5                       |                                                                                        |
| 3                       | 4月19日                 | 爆食女子コンビがココスで限界まで食べたら会計いくら!?       | 限界まで食べたら会計いくら!?                              | ●マシンガンズ | もえのあずき（エラバレシ）、ますぶちさちよ | 鈴木杏樹 | 12.1                    |                                                                                        |
| 4                       | 4月26日                 | ペッパーランチ&ぎょうざの満州…大人気チェーンで店で爆食SP   | ハンターへの挑戦状                                        | ●カミナリ | らすかる新井 | ハシヤスメ・アツコ | 4.5                     | 18:55 - 20:00                                                                          |
| 4                       | 4月26日                 | ペッパーランチ&ぎょうざの満州…大人気チェーンで店で爆食SP   | 大食い対決                                                | ●三四郎 | MAX鈴木 | 内田理央、結木滉星 【大食いBIG3】ともしげ（モグライダー）、きしたかの | 13.1                    | 18:55 - 20:00                                                                          |
| 5                       | 5月3日                  | 日本の爆食サムライが行く!武者修行の旅 in USA               | 武者修行の旅 in USA                                       | ▲西村瑞樹（バイきんぐ） | ぞうさんパクパク | - | （4.1）                 | 「カリフォルニア州ロサンゼルスでvs直径91cmの巨大ピザ」                                 |
| 6                       | 5月10日                 | 日本の爆食サムライが行く!武者修行の旅 in USA               | 武者修行の旅 in USA                                       | ▲西村瑞樹（バイきんぐ） | ぞうさんパクパク | - | 5.4                     | 「アリゾナ州フェニックスでvs牛乳3.8ℓと5.4kgの巨大シリアル」                            |
| 7                       | 5月17日                 | らあめん花月嵐のメニュー端から端まで全部食べる             | 店のメニューを端から端まで全部食べる                      | 菅良太郎（パンサー）、向井慧（パンサー） | はらぺこツインズ | 渡邉美穂 | 4.8                     |                                                                                        |
| 8                       | 5月24日                 | らあめん花月嵐のメニュー端から端まで全部食べる完結編       | 店のメニューを端から端まで全部食べる                      | 菅良太郎（パンサー）、向井慧（パンサー） | はらぺこツインズ | 渡邉美穂 | 8.2                     |                                                                                        |
| 9                       | 5月31日                 | 世界へ飛び出せ爆食ジャパン!道場破り in USA                 | 道場破り in USA                                           | ▲西村瑞樹（バイきんぐ） | ぞうさんパクパク | - | 14.5                    | 「アリゾナ州フェニックスの巨大肉プレートで日米決戦」                                   |
| 10                      | 6月7日                  | 総重量5.5kg超ドデカ天津飯!大阪王将からの挑戦状             | ハンターへの挑戦状                                        | ●三四郎 | 鍋島龍一郎 | 横山由依 | 4.2                     |                                                                                        |
| 11                      | 6月14日                 | VS5.5キロの爆盛り揚げ物定食!デカ盛り賞金稼ぎ               | デカ盛り賞金稼ぎ                                          | ●三四郎 | ■カワザイル、アンジェラ佐藤 | ゆいちゃみ | 12                      |                                                                                        |
| 12                      | 6月21日                 | 100分間焼肉食べ放題で本気爆食スペシャル                    | ハンターへの挑戦状                                        | ●カミナリ | ■らすかる新井、中澤莉佳子 | 村上佳菜子 | 6.7                     |                                                                                        |
| 13                      | 6月28日                 | 総重量4キロの超巨大アパ社長カレーVS爆食女王もえあず        | ハンターへの挑戦状                                        | ●マシンガンズ | もえのあずき（エラバレシ） | 金子きょんちぃ（ぱーてぃーちゃん）、信子（ぱーてぃーちゃん） | 4.1                     |                                                                                        |
| 14                      | 7月5日                  | VS総重量4.5kg!20人前!?爆肉スタミナ巨大冷麺                 | ハンターへの挑戦状                                        | ●三四郎 | ますぶちさちよ | 小倉優子 | 4.5                     |                                                                                        |
| 15                      | 7月12日                 | 爆食女子コンビがばんどう太郎で限界まで食べたら会計いくら!? | 限界まで食べたら会計いくら!?                              | ●マシンガンズ | もえのあずき（エラバレシ）、もぐもぐさくら | 磯山さやか | 17                      |                                                                                        |
| 16                      | 7月19日★                | 幸楽苑のメニュー端から端まで全部食べる!                    | 店のメニューを端から端まで全部食べる                      | 三四郎 | もえのあずき（エラバレシ）、ぞうさんパクパク 【VTR出演】らすかる新井、はらぺこツインズ | 志田未来 | 11.2                    | 18:55 - 20:00                                                                          |
| 17                      | 7月26日                 | 世界へ飛び出せ爆食ジャパン!道場破り in NY                  | 道場破り in USA                                           | ▲別府ともひこ（エイトブリッジ） | 鍋島龍一郎 | - | 10.2                    | 「ステーキハウス・ダラスBBQの看板メニュー、サーロインステーキ&チリビーンズで日米決戦」 |
| 18                      | 8月9日                  | VS総重量5.2kg!超爆盛り大花火肉丼                           | ハンターへの挑戦状                                        | ●カミナリ | MAX鈴木 | ファーストサマーウイカ | 5.7                     |                                                                                        |
| 19                      | 8月16日                 | 世界へ飛び出せ爆食ジャパン!道場破りinNY                    | 道場破り in USA                                           | ▲別府ともひこ（エイトブリッジ） | 鍋島龍一郎 | - | 6.8                     | 「ニューヨーク・ハーレムにあるAmy Rush'sのフライドチキンで日米決戦」                   |
| 20                      | 8月18日 （日曜日）      | 世界へ飛び出せ爆食ジャパンinNY&4キロ巨大うな丼             | 道場破り in USA                                           | ▲西村瑞樹（バイきんぐ） | ぞうさんパクパク | - | （5.7）                 | 18:30 - 20:00                                                                          |
| 20                      | 8月18日 （日曜日）      | 世界へ飛び出せ爆食ジャパンinNY&4キロ巨大うな丼             | 道場破り in USA                                           | ▲別府ともひこ（エイトブリッジ） | 鍋島龍一郎 | - | -                       | 18:30 - 20:00                                                                          |
| 20                      | 8月18日 （日曜日）      | 世界へ飛び出せ爆食ジャパンinNY&4キロ巨大うな丼             | ハンターへの挑戦状                                        | ●タイムマシーン3号 | ますぶちさちよ | 井森美幸 | 15.1                    | 18:30 - 20:00                                                                          |
| 20                      | 8月18日 （日曜日）      | デカ盛りドリームマッチin湘南 第67回オールスター競輪（GI）  | デカ盛りドリームマッチin湘南 第67回オールスター競輪（GI） | 【デカ盛りドリームマッチ】 ＜MC＞三四郎 ＜競輪チーム＞春日俊彰（オードリー）、大ちゃん（ちゃんぴおんず）、佐藤龍二（競輪選手）、原田亮太（競輪選手） ＜デカ盛りハンターチーム＞アンジェラ佐藤、幸巴 ＜ゲスト＞ゆめぽて | 【デカ盛りドリームマッチ】 ＜MC＞三四郎 ＜競輪チーム＞春日俊彰（オードリー）、大ちゃん（ちゃんぴおんず）、佐藤龍二（競輪選手）、原田亮太（競輪選手） ＜デカ盛りハンターチーム＞アンジェラ佐藤、幸巴 ＜ゲスト＞ゆめぽて | 【デカ盛りドリームマッチ】 ＜MC＞三四郎 ＜競輪チーム＞春日俊彰（オードリー）、大ちゃん（ちゃんぴおんず）、佐藤龍二（競輪選手）、原田亮太（競輪選手） ＜デカ盛りハンターチーム＞アンジェラ佐藤、幸巴 ＜ゲスト＞ゆめぽて | -                       | 20:00 - 20:50                                                                          |
| 20                      | 8月18日 （日曜日）      | デカ盛りドリームマッチin湘南 第67回オールスター競輪（GI）  | デカ盛りドリームマッチin湘南 第67回オールスター競輪（GI） | 【第67回オールスター競輪決勝（GI）】 MC：春日俊彰（オードリー）／進行：狩野恵里（テレビ東京アナウンサー) ／解説：中野浩一／実況：板垣龍佑（テレビ東京アナウンサー）／リポーター：中根舞美（テレビ東京アナウンサー）    | 【第67回オールスター競輪決勝（GI）】 MC：春日俊彰（オードリー）／進行：狩野恵里（テレビ東京アナウンサー) ／解説：中野浩一／実況：板垣龍佑（テレビ東京アナウンサー）／リポーター：中根舞美（テレビ東京アナウンサー）    | 【第67回オールスター競輪決勝（GI）】 MC：春日俊彰（オードリー）／進行：狩野恵里（テレビ東京アナウンサー) ／解説：中野浩一／実況：板垣龍佑（テレビ東京アナウンサー）／リポーター：中根舞美（テレビ東京アナウンサー）    | -                       | 20:00 - 20:50                                                                          |
| 21                      | 8月23日                 | 回転寿司チェーン「魚べい」で限界まで食べたら会計いくら!?   | 限界まで食べたら会計いくら!?                              | ●マシンガンズ | ぞうさんパクパク | 永田克彦家族 | 16.2                    |                                                                                        |
| 22                      | 8月30日                 | VS6.5キロの爆肉タワープレート!デカ盛り賞金稼ぎ             | デカ盛り賞金稼ぎ                                          | ●カミナリ | ■カワザイル、アンジェラ佐藤 | 北乃きい | 13                      |                                                                                        |
| 23                      | 9月6日                  | 天下一品のメニュー端から端まで全部食べる!                  | 店のメニューを端から端まで全部食べる                      | 菅良太郎（パンサー）、尾形貴弘（パンサー） | アンジェラ佐藤、ぞうさんパクパク | 中川翔子 | -                       |                                                                                        |
| 24                      | 9月13日                 | 天下一品のメニュー端から端まで全部食べる!完結編            | 店のメニューを端から端まで全部食べる                      | 菅良太郎（パンサー）、尾形貴弘（パンサー） | アンジェラ佐藤、ぞうさんパクパク | 中川翔子 | 11.2                    |                                                                                        |
| 25                      | 9月20日                 | 埼玉県民が愛する「馬車道」で限界まで食べたら会計いくら!?   | 限界まで食べたら会計いくら!?                              | ●ぺこぱ | もえのあずき | 栃ノ心剛史、栃乃若導大 | 13.4                    |                                                                                        |
| 26                      | 9月27日                 | VS10キロの史上最重量ラーメン!デカ盛り賞金稼ぎ              | デカ盛り賞金稼ぎ                                          | ●三四郎 | ■カワザイル、アンジェラ佐藤 | 鈴木奈々 | 16.5                    |                                                                                        |
| 27                      | 10月4日★                | はなまるうどんのメニュー端から端まで全部食べる!            | 店のメニューを端から端まで全部食べる                      | カミナリ | ぞうさんパクパク、ますぶちさちよ | 大友花恋 | 11.8                    | 18:55 - 19:55                                                                          |
| 28                      | 10月18日                | 国民的ファミレス「ガスト」で限界まで食べたら会計いくら!?   | 限界まで食べたら会計いくら!?                              | ●マシンガンズ | もえのあずき | 藤木直人 【大食い柔道コンビ】橋本壮市、小川雄勢 | 12.5                    |                                                                                        |
| 29                      | 10月25日                | 台湾夜市の全41軒18キロ!端から端まで全部食べる              | 店のメニューを端から端まで全部食べる                      | 相田周二（三四郎） | ロシアン佐藤、ますぶちさちよ | シャオホイ | -                       | 台湾の緯来日本台・綜合台との共同制作・同時放送。                                       |
| 30                      | 11月1日                 | 台湾夜市の全41軒18キロ!全部食べ尽くす 完結編               | 店のメニューを端から端まで全部食べる                      | 相田周二（三四郎） | ロシアン佐藤、ますぶちさちよ | シャオホイ | 18                      | 台湾の緯来日本台・綜合台との共同制作・同時放送。                                       |
| 31                      | 11月15日                | 日本VS台湾!国民食"ルーロー飯"で大食い決戦                  | 大食い対決 vs 台湾                                        | 相田周二（三四郎） | ロシアン佐藤、ますぶちさちよ | 【台湾チーム】シャオホイ、ディンディン | 21                      | 台湾の緯来日本台・綜合台との共同制作・同時放送。                                       |
| 32                      | 11月22日                | 日本一のスーパー「ライフ」で限界まで食べたら会計は!?       | 限界まで食べたら会計いくら!?                              | ●マシンガンズ | もえのあずき、らすかる新井 | 雛形あきこ | 11.6                    |                                                                                        |
| 33                      | 11月24日 （日曜日）     | キッチンオリジンの人気ランキングBEST15全部食べる!          | 店の人気ランキングBEST〇〇全部食べる                      | 三四郎 | ぞうさんパクパク | 早見あかり | 5.5                     | 12:00 - 12:54                                                                          |
| 34                      | 11月29日                | VS総重量6キロ!岡山の絶品B級グルメオールスター              | ハンターへの挑戦状                                        | ●ウエストランド | MAX鈴木 | 岡田紗佳 | 6                       |                                                                                        |
| 35                      | 12月6日                 | 丸源ラーメンのメニュー端から端まで全部食べる!              | 店のメニューを端から端まで全部食べる                      | 三四郎 | もえのあずき | 【元力士コンビ】千代大龍秀政、髙立直哉 | -                       |                                                                                        |
| 36                      | 12月13日                | 丸源ラーメンのメニュー端から端まで全部食べる!完結編        | 店のメニューを端から端まで全部食べる                      | 三四郎 | もえのあずき | 【元力士コンビ】千代大龍秀政、髙立直哉 | 12                      |                                                                                        |
| 37                      | 12月20日                | 日本VS韓国!賞金稼ぎ3本勝負&金メダリスト爆食SP              | 大食い対決 vs 韓国                                        | 酒井健太（アルコ&ピース） | カワザイル、アンジェラ佐藤 | 【韓国チーム】ユノ、チョバオ、ジョンデマン、ハニーユンチ | 26.7                    | 19:25 - 21:54                                                                          |
| 37                      | 12月20日                | 日本VS韓国!賞金稼ぎ3本勝負&金メダリスト爆食SP              | 大食い対決                                                | 納言 | もえのあずき | 【柔道チーム】角田夏実、大吉賢 | 11                      | 19:25 - 21:54                                                                          |
| 37                      | 12月20日                | 日本VS韓国!賞金稼ぎ3本勝負&金メダリスト爆食SP              | 店のメニューを端から端まで全部食べる                      | ハナコ | らすかる新井 | 【レスリングチーム】文田健一郎、樋口黎 | 10.3                    | 19:25 - 21:54                                                                          |

| 2025年1月17日 - | 2025年1月17日 -    | 2025年1月17日 -                                        | 2025年1月17日 -                                 | 2025年1月17日 -                                 | 2025年1月17日 -                                   | 2025年1月17日 - | 2025年1月17日 - | 2025年1月17日 -                              |
| 回              | 放送日             | サブタイトル                                           | 企画                                            | MC ●印：ロケMC                                  | デカ盛りハンター ■印：大食いファイター            | ゲスト・出演 | 総重量(kg)      | 備考                                         |
| --------------- | ------------------ | ------------------------------------------------------ | ----------------------------------------------- | ----------------------------------------------- | ------------------------------------------------- | --- | --------------- | -------------------------------------------- |
| 38              | 1月17日            | 日高屋の従業員104名が選んだガチ旨メニューBEST10        | 店の人気ランキングBEST〇〇全部食べる            | 三四郎                                          | ぞうさんパクパク                                  | 上白石萌音、高杉真宙 【実況】板垣龍佑（テレビ東京アナウンサー） | 5               |                                              |
| 39              | 1月24日            | 100分食べ放題で激突!大食い女王VS元力士コンビ           | 大食い対決                                      | ●マシンガンズ                                   | ■アンジェラ佐藤                                   | 深川麻衣 【元力士チーム】松鳳山裕也、東龍強 | 15.5            |                                              |
| 40              | 2月7日             | 焼肉キングでガチバトル!北関東の大口娘VS元力士コンビ    | 大食い対決                                      | ●カミナリ                                       | ■立花いろは                                       | ゆめぽて 【元力士チーム】大喜鵬将大、大谷真惟 | 13.9            |                                              |
| 41              | 2月14日            | VS総重量4キロ!福岡名物づくしのうまいモノ全部のせ       | ハンターへの挑戦状                              | ●マシンガンズ                                   | ますぶちさちよ                                    | 篠田麻里子 | 4               |                                              |
| 42              | 2月21日            | らあめん花月嵐8キロラーメンライス…王者VS女王!頂上決戦  | デカ盛り早食い対決                              | ●マシンガンズ                                   | ■カワザイル、アンジェラ佐藤                       | 山崎怜奈 | 16              |                                              |
| 43              | 2月28日            | ロピアの従業員162名が選んだコスパ最強惣菜BEST10        | 店の人気ランキングBEST〇〇全部食べる            | ●ウエストランド                                 | ■らすかる新井                                     | 江上敬子（ニッチェ） | 6               |                                              |
| 44              | 3月7日             | 蒙古タンメン中本の従業員180名が厳選!ガチ旨ランキング   | 店の人気ランキングBEST〇〇全部食べる            | 三四郎                                          | ■ロシアン佐藤、ちなてい                           | ダンプ松本、天津飯大郎 | 8.5             |                                              |
| 45              | 3月21日            | 日本VS韓国!デカ盛り5番勝負&かっぱ寿司大食い対決        | 日本VS韓国!デカ盛り5番勝負&かっぱ寿司大食い対決 | 日本VS韓国!デカ盛り5番勝負&かっぱ寿司大食い対決 | 日本VS韓国!デカ盛り5番勝負&かっぱ寿司大食い対決   | 【スタジオゲスト】井ノ原快彦、藤原紀香 | -               | 19:25 - 21:54                                |
| 45              | 3月21日            | 〈日本VS韓国!デカ盛り5番勝負〉                         | 大食い対決 vs 韓国                              | 三四郎                                          | MAX鈴木、アンジェラ佐藤、ロシアン佐藤、立花いろは | 【韓国チーム】ユノ、ハニーユンチ、ジョンデマン、スダ 【実況】板垣龍佑（テレビ東京アナウンサー）                                                                                            | 58              | 19:25 - 21:54                                |
| 45              | 3月21日            | 〈かっぱ寿司70分!食べ放題大食いバトル〉                | 大食い対決                                      | 三四郎                                          | ぞうさんパクパク                                  | 【元プロ野球選手チーム】糸井嘉男、松田宣浩 【芸人チーム】ワタリ119、青木マッチョ（かけおち） 【実況】植草朋樹（テレビ東京アナウンサー）                                                    | 16.8            | 19:25 - 21:54                                |
| 46              | 4月4日             | MAX鈴木VS元力士VSコント王…餃子の王将で爆食SP           | 大食い対決                                      | 三四郎                                          | MAX鈴木                                           | 松下由樹、中村ゆりか 【元力士チーム】栃ノ心剛史、豊ノ島大樹 【芸人チーム】ビスケットブラザーズ 【実況】板垣龍佑（テレビ東京アナウンサー）                                                  | 15.2            | 18:55 - 19:55                                |
| 47              | 4月18日            | 大戸屋の従業員120名が選んだガチ旨メニューBEST10        | 店の人気ランキングBEST〇〇全部食べる            | さや香                                          | ロシアン佐藤                                      | 町田啓太、武田玲奈 【実況】板垣龍佑（テレビ東京アナウンサー） | 5.4             |                                              |
| 48              | 4月25日            | 最強大食い王決定戦2025!東京予選                        | 大食い王決定戦予選                              | 三四郎                                          | 【現場ゲスト】らすかる新井                        | 山崎怜奈、福留光帆 【現場レポート】中村ゆうじ | -               |                                              |
| 49              | 5月2日             | 最強大食い王決定戦2025!大阪予選                        | 大食い王決定戦予選                              | 三四郎                                          | 【現場ゲスト】ていねい木下                        | 山崎怜奈、福留光帆 【現場レポート】中村ゆうじ | -               |                                              |
| 50              | 5月30日            | 総重量4キロ火山チャーハン!新星大食い女子の三つ巴バトル | デカ盛り早食い対決                              | カミナリ                                        | 立花いろは、小林ゆいな、黒木美紗子                | 大友花恋 【進行】髙橋大悟（テレビ東京アナウンサー） | 10.5            | 2025年4月1日にネット配信した内容の再編集版。 |
| 51              | 6月6日             | 最強シェフ軍団厳選!ココスのガチ旨メニューベスト10      | 店の人気ランキングBEST〇〇全部食べる            | 三四郎                                          | 立花いろは                                        | 金子きょんちぃ（ぱーてぃーちゃん）、信子（ぱーてぃーちゃん） 【最強シェフ軍団】鈴木弥平（ピアットスズキ）、後藤祐輔（アムール）、木村藍（五氣里）                                          | 4.1             |                                              |
| 52              | 7月18日            | はらぺこツインズVS関東ラグビーチャンピオン!            | 打倒ハンター大食い対決                          | 三四郎                                          | はらぺこツインズ                                  | 田中美久 【挑戦者】大東文化大学ラグビー部大食い三銃士 | 12.5            |                                              |
| 53              | 7月21日 （月曜日） | 夏バテを吹き飛ばす!激バズ肉グルメで大食いバトル!!      | 大食い対決                                      | 三四郎                                          | もえのあずき                                      | 【大食い芸人チーム】大鶴肥満、ワタリ119、ちなてい 【グルメプレゼンター】はっしー | 10.4            | 14:55 - 15:55                                |
| 54              | 7月25日★           | 日本VS韓国!デカ盛り3番勝負★超大型巨人襲来!             | 大食い対決 vs 韓国                              | 酒井健太（アルコ&ピース）                       | ぞうさんパクパク、はらぺこツインズ                | 〈5kgカレーうどん〉かこ vs チェ・ホンマン、ソン・ミンホ 〈6kgサムギョプサル〉ぞうさん vs マ・コンス、キム・デハン 〈9kgチーズタッカルビ&謎の絶品〆〉ぞうさん、あこ vs ジョンデマン、ウンイ | 35              | 18:55 - 19:55                                |
| 55              | 8月1日             | すし銚子丸で爆食ダービー!大食いアイドルB&ZAI参戦       | 大食いハンデマッチ                              | タイムマシーン3号                               | らすかる新井                                      | 朝日奈央 【大食い家族】原口あきまさファミリー 【大食いアイドル】B&ZAI選抜（菅田琳寧、鈴木悠仁、本髙克樹、矢花黎）                                                                          | 19.2            |                                              |
| 56              | 8月8日             | ステーキ10段!モンスター肉タワーで爆食バトル            | 大食いハンデマッチ                              | カミナリ                                        | アンジェラ佐藤                                    | 【挑戦者】あまいものつめあわせ（ちとせよしの、篠見星奈、高橋桃子、西緒りり）、中村みずき                                                                                                   | 10              |                                              |

### 配信限定
Tverなどでも期間限定で配信。
| 2025年 | 2025年   | 2025年        | 2025年                                        | 2025年             | 2025年                             | 2025年                             | 2025年                                                    |
| #      | 配信開始 | 配信媒体      | サブタイトル                                  | 企画               | 進行                               | 挑戦者                             | 備考                                                      |
| ------ | -------- | ------------- | --------------------------------------------- | ------------------ | ---------------------------------- | ---------------------------------- | --------------------------------------------------------- |
| 1      | 4月1日   | U-NEXT Lemino | 新人大食い女子 三つ巴バトル《スペシャル映像》 | デカ盛り早食い対決 | 髙橋大悟（テレビ東京アナウンサー） | 立花いろは、小林ゆいな、黒木美紗子 | 2025年5月30日に地上波レギュラー枠で再編集版が放送された。 |

## 主な企画
デカ盛り賞金稼ぎの旅
完食したら賞金がもらえるデカ盛り飲食店を巡り、合計100万円を目指す企画。
爆食査察！デカ盛りGメン
これまでに完食者を出していないデカ盛りメニューを提供する店に赴き、実際に挑戦してその完食条件（制限時間や分量など）を検証する。
勝手にバトル
飲食店の大食い常連客が注文したメニュー、数量と同じ内容をハンターが同じ時間で完食できるか、常連客には内緒で勝手に挑戦する企画。ハンターが負けた場合には常連客の食事代を自腹で支払う。
VS商店街
訪問した商店街にある複数の飲食店が用意した大盛メニューを、1人のハンターが制限時間（60分）内で完食できるかに挑戦する企画。
大家族の晩御飯 1人で食べきれるか？
訪問した先の大家族が食べる晩御飯1回分の食事を、1人のハンターが制限時間（60分）内で完食できるかに挑戦する企画。訪問した先の家族にはお米30kgを進呈。
ハラペコ女子図鑑
日本国内にいる、まだ見ぬ大食い女子を発掘するという趣旨の企画。毎回一人の女性を取り上げ、実際にその女性が大食いに挑戦するパートのほか、女性の日常生活にも触れる。公式HP上で、自薦他薦を問わない応募フォームを開設している。
食べ尽くし企画
あるテーマに沿ったメニューをどれだけ食べ尽くせるかに挑む企画。当初は一定の制限時間内で特定の店もしくは屋台街のメニューを食べ尽くすというものだったが、アレンジメニューや持ち帰り弁当などを対象とする場合もある。ここから派生して、大手チェーン系の飲食店でハンターが時間制限無しにメニューを好きなだけ注文するタイプの企画も行われている。
大食いベストマッチ
過去に『大食い王決定戦』で活躍したレジェンドハンターが、それぞれベストマッチを一つずつ選ぶ企画。『大食い王決定戦』で放映された試合であれば、自らが登場しない試合を選んでもよい。
夢の全部のせ
トッピングが可能な飲食店において、メニューに掲載されているトッピング全種類を乗せたメニューを注文し、それをハンターが食べる企画。
大食いドリームマッチ
あるテーマに沿った2チーム（原則として1チーム3人編成）が団体戦で大食い（通常は1人30分ずつのリレー形式）を行い、チーム毎の食べた皿数もしくは総重量で優劣を競う企画。当初は男性チーム vs 女性チームの形が多かったが、後に大食いを得意とするゲストチーム（プロレスラー、力士等）と女性ハンターチームの対決がメインとなっている。
日本全国!〇〇すぎるうまペイ店
何かをやりすぎているのに美味しい飲食店を「うまペイ店」と定義し、全国各地の「うまペイ店」候補にぺこぱが訪れ、本当にその店が「うまペイ店」かどうかを検証する企画。

## 出演者

### MC
- 三四郎
- パンサー
- カミナリ

### MC 経験者
- 井戸田潤（スピードワゴン）
- 濱口優（よゐこ）
- 岡田圭右（ますだおかだ）
- ぺこぱ
- ユージ
- なすなかにし
- 藤本敏史（FUJIWARA）
- タイムマシーン3号
- オズワルド
- ウエストランド
- 酒井健太（アルコ&ピース）
- マシンガンズ
- 納言
- ハナコ
- さや香

### 進行／サポーター 経験者
- 柴田英嗣（アンタッチャブル）
- ジャングルポケット
- 野沢春日（テレビ東京アナウンサー）
- 西村瑞樹（バイきんぐ）
- 別府ともひこ（エイトブリッジ）

### 大食いハンター／デカ盛りハンター
- MAX鈴木
- はらぺこツインズ  (小野かこ・あこ姉妹)
- 小林尊
- 木下ゆうか
- ロシアン佐藤
- もえのあずき
- らすかる新井
- 赤阪尊子
- 菅原初代
- ますぶちさちよ
- アンジェラ佐藤
- ちとせよしの
- 海老原まよい
- 河田大志（カワザイル）
- 中澤莉佳子
- 加納芹香
- 谷あさこ
- ぞうさんパクパク
- 幸巴
- ありのまんま
- たまこ
- しおり (しおりの胃袋)
- おごせ綾
- 木下智弘（ていねい木下）
- 鍋島龍一郎
- もぐもぐさくら
- 立花いろは
- 小林ゆいな
- 黒木美紗子

## 放送局

### レギュラー放送（第1期）

#### 最終回までネットした局
| 放送対象地域   | 放送局                | 系列           | 放送日時                     | ネット状況 | 備考      |
| -------------- | --------------------- | -------------- | ---------------------------- | ---------- | --------- |
| 関東広域圏     | テレビ東京（TX）      | テレビ東京系列 | 日曜 18:30 - 18:55           | 制作局     | 制作局    |
| 北海道         | テレビ北海道（TVh）   | テレビ東京系列 | 日曜 18:30 - 18:55           | 同時ネット |           |
| 愛知県         | テレビ愛知（TVA）     | テレビ東京系列 | 日曜 18:30 - 18:55           | 同時ネット |           |
| 大阪府         | テレビ大阪（TVO）     | テレビ東京系列 | 日曜 18:30 - 18:55           | 同時ネット |           |
| 岡山県・香川県 | テレビせとうち（TSC） | テレビ東京系列 | 日曜 18:30 - 18:55           | 同時ネット |           |
| 福岡県         | TVQ九州放送（TVQ）    | テレビ東京系列 | 日曜 18:30 - 18:55           | 同時ネット |           |
| 滋賀県         | びわ湖放送（BBC）     | 独立局         | 日曜 18:30 - 18:55           | 同時ネット | [ 注 59 ] |
| 和歌山県       | テレビ和歌山（WTV）   | 独立局         | 日曜 18:30 - 18:55           | 同時ネット | [ 注 60 ] |
| 奈良県         | 奈良テレビ（TVN）     | 独立局         | 土曜 12:00 - 12:25           | 遅れネット | [ 注 61 ] |
| 宮城県         | 東北放送（tbc）       | TBS系列        | 日曜 13:27 - 13:57           | 遅れネット | [ 注 62 ] |
| 長野県         | 信越放送（SBC）       | TBS系列        | 金曜 1:42 - 2:12（木曜深夜） | 遅れネット | [ 注 63 ] |
| 岩手県         | テレビ岩手（TVI）     | 日本テレビ系列 | 不定期放送                   | 遅れネット |           |
| 新潟県         | 新潟テレビ21（UX）    | テレビ朝日系列 | 不定期放送                   | 遅れネット | [ 注 64 ] |
| 広島県         | 中国放送（RCC）       | TBS系列        | 不定期放送                   | 遅れネット |           |
| 鹿児島県       | 鹿児島テレビ（KTS）   | フジテレビ系列 | 不定期放送                   | 遅れネット |           |

※びわ湖放送・テレビ和歌山は同時ネットとはいえ、あくまで番販ネットのため、自主編成で臨時非ネットとすることがある。

#### 過去のネット局
- テレビ静岡（SUT・フジテレビ系列）[注 65]
- 北日本放送（KNB・日本テレビ系列）[注 66]
- 北陸朝日放送（HAB・テレビ朝日系列）[注 67]
- 岐阜放送（GBS・独立局）[注 68]

### レギュラー放送（第2期）
| 放送対象地域   | 放送局                | 系列           | 放送日時           | ネット状況 | 備考   |
| -------------- | --------------------- | -------------- | ------------------ | ---------- | ------ |
| 関東広域圏     | テレビ東京（TX）      | テレビ東京系列 | 金曜 19:25 - 19:55 | 制作局     | 制作局 |
| 北海道         | テレビ北海道（TVh）   | テレビ東京系列 | 金曜 19:25 - 19:55 | 同時ネット |        |
| 愛知県         | テレビ愛知（TVA）     | テレビ東京系列 | 金曜 19:25 - 19:55 | 同時ネット |        |
| 大阪府         | テレビ大阪（TVO）     | テレビ東京系列 | 金曜 19:25 - 19:55 | 同時ネット |        |
| 岡山県・香川県 | テレビせとうち（TSC） | テレビ東京系列 | 金曜 19:25 - 19:55 | 同時ネット |        |
| 福岡県         | TVQ九州放送（TVQ）    | テレビ東京系列 | 金曜 19:25 - 19:55 | 同時ネット |        |

## スタッフ
2021年4月20日以降に加入→●

2025年4月以降に加入→■

### 現在のスタッフ
- ナレーター：服部潤、かかずゆみ（●）【毎週】、田中瞳・相内優香（テレビ東京アナウンサー、●）、中井和哉（●）、落合福嗣（●、落合→以前は毎週→一時離脱→復帰）【週替り】
- 構成：佐藤大地（●）
- 技術：宮川量康（港家、PT版・※2-4）【毎週】、丸山宗広（パワービジョン、※4）、矢田部修（港家、※1と●）、渡辺晃（パワービジョン、●、一時離脱→復帰）、高橋勇士（港家、高橋→PT版・※2と●）、小川正明（港家、※1・3と●、一時離脱→復帰）、伊藤憲和（ジェイ・ピー・エヌ、●）【週替り】
- 編集：米澤武史・中澤仁・細谷広大・布山隆治・諸武敏満・安田周平（aai、●）、阿部あかり・渡辺周一・奥村健也・伊与田拓海・橋口愛・田中宗一郎・楠田惣彦・井関紘海・鈴木恭平（CRAZYTV、●、鈴木→■）【週替り】
- MA：岡田晋一（aai、※1-4）、畔蒜亮平・飛山哲朗・石森裕美子（CRAZYTV、●）【週替り】
- 音響効果：斎藤俊郎（OPUS-1）
- CG：前川陽介
- 番宣：結城慶（テレビ東京、●）
- AP：遠藤充子（テレビ東京）【毎週】、伊藤愛実、中村益久（遠藤以外→共に●）【週替り】
- AD：西澤祐哉、北川綾乃、阿部龍一郎、北本陸、田中雄大【週替り】（全員●）
- ディレクター：加藤大輝、小野寺新平、有馬基揮（LOGIC ENTERTAINMENT）、入山真也（Hearts）、中川浩輔【週替り】（共に●、入山→※2と●、中川→一時離脱→復帰）
- 演出：青柳剛（LOGIC ENTERTAINMENT、●）、小口基輝（Hearts、PT版・※2・4ではプロデューサー）
- プロデューサー：杠政寛（テレビ東京）【毎週】、鈴木隆浩（LOGIC ENTERTAINMENT）、土田庄一（Hearts、※4）、金澤豊（零CREATE）、渡邉陸（テレビ東京）【週替り】（杠・鈴木・金澤・渡邉→●）
- チーフプロデューサー：桑原宏次（テレビ東京、■）
- 制作協力：LOGIC ENTERTAINMENT（※3）、Hearts（PT版・※2・4）
- 製作著作：テレビ東京

### 過去のスタッフ
- ナレーター：森本智子（テレビ東京アナウンサー、※3）、古川登志夫（●）、竹﨑由佳（テレビ東京アナウンサー、竹﨑→PT版・※1-2・4）、松丸友紀・池谷実悠（テレビ東京アナウンサー、●）
- 構成：板坂尚（●）、河野有
- 技術：村瀬康哲・仲村春隆（テレビシティ、PT版）、今泉治（JPN、※1）、濱田和義（フォーティフォー、※3）、小笹直樹・小林寿恵・縄誠幸・鈴木克典・霧崎愛実（港家、縄→※1、小笹・小林・鈴木・霧崎→●）
- 編集：北代昇司（aai）
- MA：赤羽充・坂入寛章（aai、赤羽→PT版、坂入→●）
- リサーチ：ニューズクリエイト（※2）、フォーミュレーション（※4）
- 美術協力：アイエヌジー（●）、テレビ東京アート（PT版と※1-3は美術）
- 番宣：関口沙恵（テレビ東京）
- デスク：出家李紅（テレビ東京、●）
- AP：吉利之宏・鶴見明香里（オラフズ）・黒崎健一（一時離脱→復帰）・近藤未来・横内萌実（全員●）
- AD：山本裕典（PT版、※1）、西村咲由梨（PT版）、川岸海（※1）、比山拓海（※3）、清水志織（※4）、新井布由人、石田護、田中絃義、尾堂早紀、納大貴、神野瞳、渡辺亜美、望月麗末、相場萌、高瀬耕多、島津充希、辻田愛佳、田寺冴子、丹波さよか、宮崎桃子、玉置弥生、藤田純奈、矢部ナナ、田中直樹、井上雅、ト部将斗、葛谷寛之、岡田侑一郎、中村輝大、保立響、森深雪、葛島若菜、宮下魁、田島柊、相内秀平、川住さくら、飯田冴織、山本理央、澤谷兼、宮下魁、井上雅、酒井遼、月岡果穂、津野真実子、島津充希、道上亮、八十島正、藤江達也、枝光輝大、能登谷和旺、町田雄一郎、鈴木寛隆、中山結貴、田島ゆき奈、角尾優、村上将一、堀米萌永、久保田天夢、島田凌雅（新井以降→●、ト部→※3）
- ディレクター：近藤翔太（PT版、※1）、五十嵐健太（※1）、甲斐康道（※3）、古田嶋洋平（※3）、高柳大輔（PT版-、以前は演出）、永良進也、堀田大輔（※2-3）、丸山憲司、犬伏晋也、後閑雄介、蓑茂健太郎、阪口悠樹、片岡義貴・笹原有翔（unit）、稲垣生真（日経映像、以前はAD）、坂井元徳・御供聡史（NEXTEP、御供→以前はAD）、鶴田哲朗・山本泰輔（オラフズ）、五十嵐優人、渡邊永人、中山建治、本道英門、市川良太、坂本浩章、高橋陽介、古都武昭、後藤慧、髙橋行広、徳光恵太、原田莉果、市村拓真、水野潤、松田聖也（原田・小野寺→以前はAD）（永良・丸山～後閑・蓑茂・阪口→●、本道→※4と●・一時離脱→復帰、中川→※2・4）
- 演出：奥野祐土、木村亮、流石英昭、但木洋光（オラフズ）、橋本崇、永井裕史、清田知宏、市葉純一（※2・4ではディレクター）、西方健保（NEXTEP）、水野雅之（全員→●、永井→一時離脱→復帰、西方・水野→●）
- 総合演出：溝田和史・田中晋也・板川侑右（テレビ東京、溝田→以前は演出、田中・板川→●）
- プロデューサー：柴幸伸・小野裕之・矢部宏光（テレビ東京、小野・矢部→●）、青田和大（WHOLEMAN、PT版・※1）、白石綾子（NEXTEP、●）、神山友和（WHOLEMAN、PT版・※1・●）、酒井英樹（PT版、※3・●）、渡邊りょう（日経映像、●）／古賀隆介（NEXTEP）、帆足誠仁、新本あじあ【毎週】、立石憲一郎、伊関麻由子（NEXTEP）、谷内愛【週替り】（古賀以降→●、谷内→以前はAP、帆足→以前はディレクター）
- チーフプロデューサー：越山進・井関勇人・村上徹夫・角田康治・小平英希（テレビ東京、井関・村上・角田・小平→●）
- 制作協力：WHOLEMAN（PT版、※1）、unit、NEXTEP、日経映像（unit以降●）